# María I de Inglaterra
María I (Palacio de Greenwich, 18 de febrero de 1516-Palacio de St. James, 17 de noviembre de 1558) fue reina de Inglaterra e Irlanda desde el 6 o el 19 de julio de 1553 hasta su muerte. Es conocida por su intento de abrogar la Reforma anglicana, que había comenzado durante el reinado de su padre, Enrique VIII. Las ejecuciones que marcaron la restauración del catolicismo en Inglaterra e Irlanda suscitaron que sus opositores protestantes la apodaran «María la Sanguinaria» (Bloody Mary en inglés).
Fue la única hija de Enrique VIII con su primera esposa —Catalina de Aragón— en sobrevivir hasta la edad adulta. Su medio hermano Eduardo VI —hijo de Enrique VIII y Juana Seymour— sucedió a su padre en 1547 a la edad de nueve años. Cuando Eduardo VI enfermó de muerte en 1553, intentó sacarla de la línea de sucesión porque supuso que daría marcha atrás a las reformas protestantes que habían comenzado durante su reinado, y las de su padre. A su muerte, los principales políticos trataron de proclamar a Juana Grey reina de Inglaterra. María reunió a sus seguidores en Anglia Oriental y depuso a Juana I, quien tiempo después fue decapitada.
Fue la primera soberana de Inglaterra por derecho propio, excluyendo los disputados reinados de Matilde I y Juana I. En 1554 contrajo matrimonio con el príncipe Felipe de España, convirtiéndose en reina consorte de la Monarquía Hispánica al ascenso al trono de su marido en 1556, si bien nunca visitó España. El matrimonio fue recibido con una revuelta popular organizada por Thomas Wyatt, quien buscaba derrocarla en favor de su media hermana Isabel —hija de Enrique VIII y Ana Bolena—; sin embargo, el levantamiento fracasó e Isabel fue recluida en la Torre de Londres.
Durante su reinado de cinco años, más de 280 disidentes religiosos murieron quemados en la hoguera en las llamadas persecuciones marianas. María no tuvo hijos y padeció dos embarazos psicológicos, uno en 1554 y otro en 1557, que la ridiculizaron en Europa. Solo a pocos días de su fallecimiento, en 1558, reconoció a su media hermana como su sucesora. Después de su muerte, el restablecimiento del catolicismo en el país fue revertido con dureza por Isabel I, al comienzo de su reinado de 45 años, que clausuró la época Tudor.

## Nacimiento y familia
Nació el 18 de febrero de 1516 en el palacio de Placentia, en Greenwich, Inglaterra. Era la única hija del rey Enrique VIII y su primera esposa, Catalina de Aragón —hija de Fernando II de Aragón e Isabel I de Castilla, conocidos como los Reyes Católicos— que sobrevivió a la infancia. Su madre había sufrido muchos abortos involuntarios. Antes de su nacimiento, cuatro embarazos previos habían resultado en una hija muerta y tres hijos de corta vida o nacidos muertos, como Enrique, duque de Cornualles. El embajador veneciano Sebastian Giustiniani felicitó al rey inglés «por el nacimiento de su hija y el buen estado de salud de su serenísima madre, la reina», aunque «mucho más agradable fuese si el bebé hubiera sido varón». Sin embargo, Enrique VIII no se desanimó y, contestando a Giustiniani, escribió: «Los dos somos jóvenes; esta vez fue una hija, seguiremos luego con los hijos por la gracia de Dios».
Tres días después del nacimiento, fue bautizada en la fe católica en la iglesia de los Frailes Observantes en Greenwich. Su nombre honraba a su tía María Tudor —reina consorte de Francia por su matrimonio con Luis XII—, a quien Enrique VIII tenía mucho aprecio. Entre sus padrinos estaban el lord canciller Thomas Wolsey, su tía abuela Catalina de York, condesa de Devon, y Agnes Howard, duquesa de Norfolk. Margarita Pole, condesa de Salisbury y tía segunda de Enrique VIII, patrocinó la confirmación de María, que se celebró poco después del bautismo. Al año siguiente, María actuó de madrina cuando fue nombrada patrocinadora de su prima Frances Brandon. En 1520, la condesa de Salisbury fue designada institutriz de María. John Hussey, más tarde lord Hussey, fue su chambelán desde 1530; su esposa, lady Anne —hija de George Grey, conde de Kent—, fue una de las asistentes de la joven princesa heredera.

## Educación y planes de matrimonio
María era una niña precoz. En julio de 1520, con apenas cuatro años y medio, entretuvo a una delegación francesa invitada con un espectáculo de virginal (un tipo de clavecín). Gran parte de su educación inicial provino de su madre, que consultaba al humanista español Juan Luis Vives en busca de consejo y a quien encomendó escribir un tratado sobre la instrucción de las niñas: Educación de la mujer cristiana (De institutione feminae christianae). A la edad de nueve años ya podía leer y escribir en latín; también estudió francés, español, música, danza y posiblemente griego. Enrique VIII adoraba a su hija, como se demuestra en una carta a Giustiniani: «Esta niña nunca llora». Además, en un retrato en miniatura de sus espectáculos se observa que tenía una tez muy blanca, ojos de color azul claro y cabello rojo o rojizo dorado, atributos físicos similares a los de sus progenitores. También tenía mejillas rubicundas, un rasgo que heredó de su padre.
Aunque sentía afecto por su hija, Enrique VIII estaba profundamente decepcionado de que su matrimonio no hubiera producido un hijo varón. Para cuando ella tenía nueve años, era evidente que Enrique VIII y Catalina no tendrían más hijos varones, por lo que el rey inglés estaba sin un heredero varón legítimo. En 1525, Enrique VIII envió a su hija a la frontera de Gales para presidir —supuestamente de manera nominal— el Consejo de Gales y las Marcas. Tuvo su corte en el castillo de Ludlow y recibió muchas de las prerrogativas reales normalmente reservadas para el príncipe de Gales. Vives y otros la llamaban «princesa de Gales», aunque nunca fue investida oficialmente con el título. Aparentemente pasó tres años en las Marcas Galesas, haciendo visitas regulares a la corte de su padre antes de regresar permanentemente a los condados adyacentes de Londres a mediados de 1528.

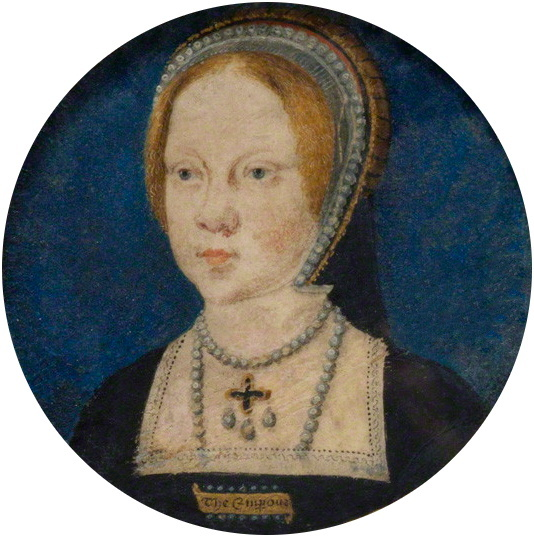
María en el momento de su compromiso con Carlos I de España. Portaba un broche rectangular con la inscripción «El Emperador» (The Emperour).

A lo largo de su infancia, su padre negoció futuros matrimonios para ella. Cuando tenía dos años de edad, fue prometida a Francisco, hijo menor del rey Francisco I de Francia, pero el acuerdo fue repudiado tres años después. En 1522, en medio de la guerra de los Cuatro Años, Enrique VIII firmó el Tratado de Windsor con el que se acordó el matrimonio entre su hija de seis años y Carlos I, rey español y emperador del Sacro Imperio, de veintidós años y primo hermano de María. Catalina apoyó este compromiso lo mejor que pudo, como lo demuestran sus descripciones sobre las habilidades de su hija al embajador español en marzo de 1522. En las cartas a su sobrino mencionaba que María poseía la elegancia, la capacidad y el autocontrol de una joven de veinte años. Sin embargo, Carlos I rompió el compromiso unos años después con el consentimiento de Enrique VIII.
El cardenal Thomas Wolsey —consejero principal del rey inglés— reanudó entonces las negociaciones matrimoniales con los franceses; Enrique VIII sugirió que su hija se casara con el padre del delfín, el propio Francisco I, quien estaba ansioso por una alianza con Inglaterra. Se firmó un tratado de matrimonio que establecía que ella se casaría con Francisco I o con su segundo hijo, Enrique, duque de Orleans, pero tiempo después Wolsey consiguió una alianza con Francia sin tal matrimonio. Según el veneciano Mario Savorgnano, la princesa heredera se estaba convirtiendo en una «jovencita bonita, bien proporcionada y de buena complexión».

## Juventud
Mientras tanto, el matrimonio de sus padres estaba en peligro. Decepcionado por la falta de un heredero varón y con ansias de volverse a casar, Enrique VIII intentó que se anulara su matrimonio con Catalina, pero el papa Clemente VII rechazó su solicitud. Enrique VIII afirmó, citando pasajes bíblicos (Levítico 20:21), que su matrimonio con Catalina era «inmundo» porque ella era viuda del tío de María, Arturo. Catalina indicó que su matrimonio con Arturo nunca se consumó, por lo que no fue un enlace válido. Su primer matrimonio había sido anulado por un papa anterior, Julio II, sobre esa base. Clemente VII posiblemente era renuente a intervenir debido a las intimidaciones de Carlos I —sobrino de Catalina y antiguo prometido de María—, cuyas tropas habían rodeado y ocupado Roma en la Guerra de la Liga de Cognac.

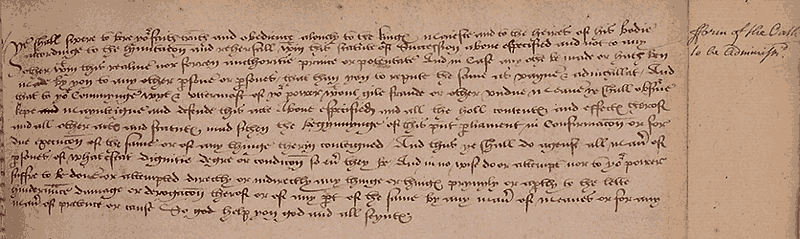
Manuscrito original del juramento de la primera Ley de Sucesión (1534), por el que María perdió sus derechos dinásticos.

Desde 1531, María se enfermaba frecuentemente de menstruación irregular y depresión, aunque no está claro si esto era causado por el estrés, la pubertad o una patología subyacente. No se le permitió ver a su madre, a quien Enrique VIII había enviado a vivir lejos de la corte real. A principios de 1533, su padre se casó con Ana Bolena —quien estaba embarazada de su próximo hijo— y, en mayo, Thomas Cranmer, arzobispo de Canterbury, anuló formalmente el matrimonio de Enrique VIII con Catalina y validó el enlace con Ana. Enrique VIII rechazó la autoridad papal y se proclamó jefe supremo de la Iglesia de Inglaterra. Catalina fue degradada a princesa viuda de Gales —título que habría tenido como viuda de Arturo— y María fue considerada ilegítima. Sería llamada «lady María» (The Lady Mary), en lugar de utilizando su título de princesa, y sus derechos en la línea de sucesión fueron transferidos a su media hermana recién nacida, Isabel. Su casa fue disuelta y sus sirvientes —como la condesa de Salisbury— despedidos; en diciembre de 1533, María fue integrada en la casa de crianza de Isabel en Hatfield. También fue abandonado un intento de casarla con algún pariente de su madrastra.
María rehusó firmemente reconocer a su madrastra como reina o a Isabel como princesa, lo que enfureció aún más a su padre. Bajo tensión y con restricción de movimiento, ella frecuentemente se enfermaba, perdiendo su lozanía, algo que el médico real William Butts atribuyó a los «malos tratos» recibidos. También porque tenía miedo de que la envenenaran, ya que Ana la consideraba una amenaza a sus intereses. El embajador imperial Eustace Chapuys se volvió su consejero cercano e intercedió, sin éxito, en su nombre en la corte. La relación entre María y su padre empeoró; no se hablaron durante tres años. Aunque tanto ella como su madre estaban enfermas, a María le negaron el permiso para visitar a Catalina. Cuando su madre murió en 1536, María estaba «inconsolable» e insegura por su futuro. Catalina fue enterrada en la catedral de Peterborough; después de esto, María pasó un tiempo en reclusión voluntaria en Hunsdon.

## Edad adulta

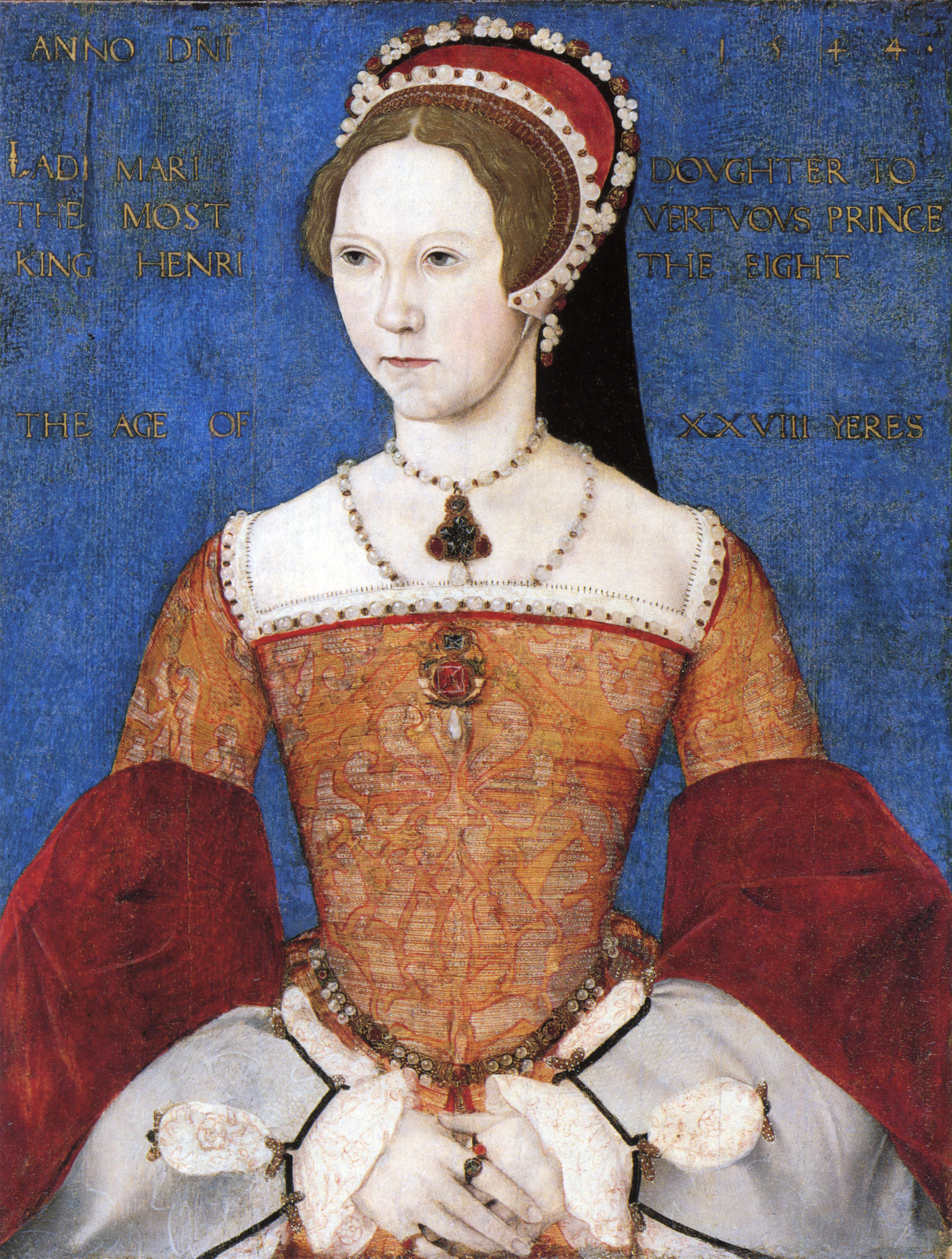
Retratada en 1544.

En 1536, Ana Bolena perdió el favor del rey inglés —supuestamente por un aborto involuntario ese mismo año— y tras un proceso irregular fue decapitada. Al igual que María, Isabel fue declarada ilegítima y despojada de sus derechos de sucesión. A las dos semanas de la ejecución de Ana, Enrique VIII se casó con Juana Seymour, quien instó a su esposo a hacer las paces con María. El rey inglés insistió en que ella le reconociera como cabeza de la Iglesia de Inglaterra, repudiara la autoridad papal y aceptara que el matrimonio entre sus padres era ilegal, así como su propia ilegitimidad. María intentó reconciliarse con su padre, cedió en algunas posturas y juró lealtad al rey «después de Dios», pero rehusó reconocerlo como jefe de la Iglesia. María consideraba la fe protestante como una expropiación «iconoclasta» de la Iglesia católica, que «favorecía los bolsillos» de la «nobleza oportunista». Entre ella y el primer ministro del rey, Thomas Cromwell, hubo un intercambio de cartas para que este interviniera en el conflicto con su padre. Sin embargo, cuando María tuvo acceso a las cartas secretas de su madre, resolvió no tomar decisiones sobre la base de las necesidades políticas, sino en «considerar a Dios y su conciencia» como «autoridad suprema»; de este modo, rechazó las condiciones de su padre. Molesto con María y bajo presión de Enrique VIII, Cromwell le dijo que, si no se daba por vencida, perdería su apoyo para siempre; también la llamó «la mujer más obstinada que haya existido».
Debido a las persistentes amenazas sobre sus amigos en la corte real, el 22 de junio de 1536 María fue intimidada a firmar un documento en el que acataba las demandas de Enrique VIII. Reconciliada con su padre, reasumió su lugar en la corte tres semanas después. Enrique VIII le concedió una casa real, en la que se reincorporó Susan Clarencieux, la favorita de María. Sus gastos durante este período demuestran que Hatfield House, el palacio de Beaulieu —también llamado Newhall—, Richmond y Hunsdon estuvieron entre sus lugares preferidos de residencia, así como los palacios de su padre en Greenwich, Westminster y Hampton Court. Entre las mercancías adquiridas había ropa fina y juegos de cartas, uno de sus pasatiempos favoritos. Los rebeldes en el norte de Inglaterra —como lord Hussey, exchambelán de María— hicieron campaña contra las reformas religiosas de Enrique VIII; una de sus demandas era que se declarara legítima a María. La rebelión —conocida como la Peregrinación de Gracia— fue reprimida despiadadamente. Al igual que otros rebeldes, Hussey fue ejecutado; no hubo ningún indicio de que María estuviera directamente involucrada. Al año siguiente, 1537, Juana murió después de dar a luz a un hijo Eduardo; María fue su madrina de bautizo. Algunos días después, se organizó un fastuoso funeral monumental, en el que ella expresó bastante conmoción y recibió el honor de cabalgar en un caballo negro en la procesión. En los meses siguientes estuvo cuidando a su medio hermano, a quien, según los sirvientes, «le prometió confidencias y lo trataba como si fuera su madre».
Desde finales de 1539, María fue cortejada por el duque Felipe de Baviera, pero, debido a que era luterano, la petición de mano en matrimonio no tuvo éxito. En 1539, Cromwell negoció una posible alianza con el Ducado de Cléveris. Las sugerencias de que María se casara con el duque de Cléveris —que tenía la misma edad— fracasaron, pero se llegó a un acuerdo de matrimonio entre Enrique VIII y la hermana del duque, Ana. El rey inglés la conoció por primera vez a finales de diciembre de 1539; sin embargo, a tan solo una semana de la boda programada, no se sentía atraído hacia ella, pero no pudo cancelar el matrimonio por razones diplomáticas y ante la falta de un pretexto adecuado. Cromwell cayó en desgracia y fue arrestado por traición en junio de 1540; uno de los cargos improbables en su contra era que había planeado casarse con la propia María. Ana consintió la nulidad del matrimonio —que no se había consumado— y Cromwell fue decapitado.

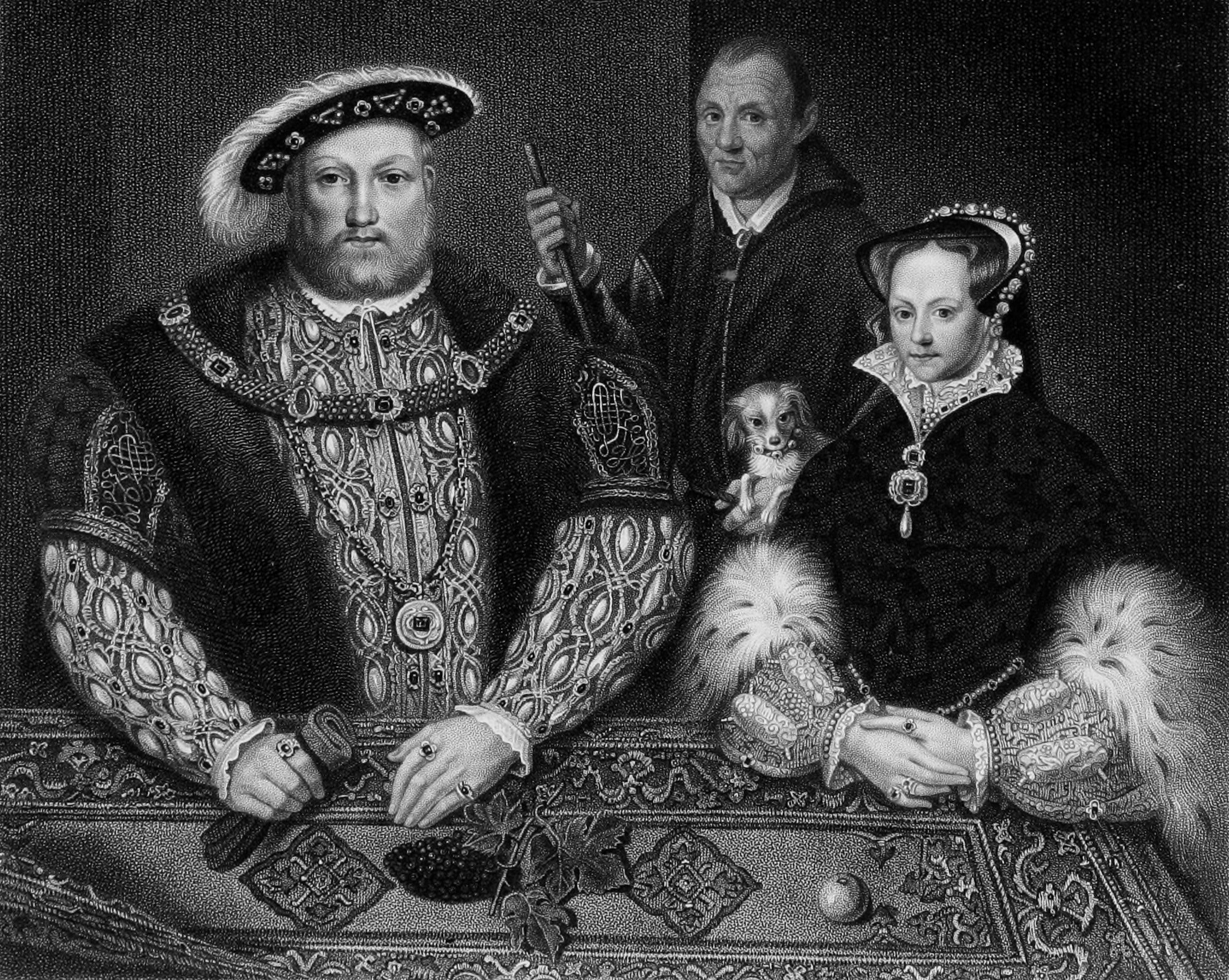
Enrique VIII, su hija María y su bufón Will Sommers (grabado c.).

En 1541, Enrique VIII ordenó que la condesa de Salisbury —antigua institutriz y madrina de María— fuera ejecutada por supuestamente haber participado en un complot católico, en el cual estaba implicado su hijo Reginald Pole. Según las crónicas, su verdugo era «un joven miserable y desatinado» que «literalmente cortó la cabeza y los hombros en trozos». En 1538, Cromwell ya había advertido a la princesa que no recibiera más desconocidos en la corte. En 1542, después de la ejecución de la quinta esposa de Enrique VIII, Catalina Howard, el monarca soltero invitó a María a asistir a las festividades reales de Navidad. En la corte, mientras su padre estaba entre casados y sin consorte, María actuaba de anfitriona. En 1543, Enrique VIII se casó con su sexta y última esposa, Catalina Parr, quien fue capaz de acercar a la familia. Enrique VIII reincorporó a sus dos hijas en la línea de sucesión mediante la Ley de Sucesión de 1544 y las situó después de Eduardo. Sin embargo, ambas permanecieron legalmente ilegítimas.
Enrique VIII murió en 1547 y Eduardo VI le sucedió. No obstante, en los países de mayoría católica lo consideraban hijo ilegítimo del monarca inglés, en cambio María era tratada como la legítima heredera del trono. Su primo Carlos I la alentó a reivindicar, pero ella resolvió aceptar a su medio hermano como rey de Inglaterra. En los primeros años de su infancia, Eduardo y sus medias hermanas eran muy cercanos, relación que se refleja en una carta de condolencias que el joven rey envió a María: «No debemos lamentar la muerte de nuestro padre, pues fue la voluntad [de] Dios. Las cosas cooperan para bien. En lo que yo pueda, seré mejor hermano para ti y desbordaré de bondad». Tres meses después de la muerte de su padre, María dejó la casa de Catalina Parr, con quien vivía hasta entonces. María se retiró a sus propiedades heredadas en Norfolk, Suffolk y Essex y también le fueron concedidas Hunsdon y Beaulieu.
Debido a que Eduardo VI aún era niño, el poder pasó a un consejo de regencia dominado por protestantes y su tío Edward Seymour, quienes intentaron establecer su fe en el país. Por ejemplo, la Ley de Uniformidad de 1549 prescribió ritos protestantes para los servicios de la Iglesia, como el uso del nuevo Libro de Oración Común (Book of Common Prayer) de Thomas Cranmer. María permaneció fiel al catolicismo y celebró desafiantemente la misa tradicional en la capilla de sus propiedades. Hizo un llamado a su primo Carlos I para que aplicara presión diplomática, exigiendo que se le permitiera practicar su religión. Paralelamente, surgieron protestas contra las nuevas leyes religiosas y María era sospechosa de simpatizar y apoyar a los rebeldes. Seymour entonces consideró permitirle practicar su religión. Sin embargo, en una carta a su tío, Eduardo VI no entendía «por qué ella insiste en rechazar lo que fue enseñado por los buenos hombres cultos del reino [...]» y que, «conociendo su buen carácter y cariño, no me imagino una razón adecuada para su rechazo que no sea falta de información». El 14 de octubre de 1549, Seymour fue derribado por la nobleza y sustituido por John Dudley, duque de Northumberland, quien se convirtió en el nuevo protector del joven rey, ejerciendo una influencia decisiva sobre él.
Durante la mayor parte del reinado de Eduardo VI, María permaneció en sus propiedades y rara vez asistió a la corte. Entre mayo y julio de 1550, Carlos I planeó sacarla sigilosamente de Inglaterra con tres barcos a la corte de su hermana en los Países Bajos, pero sus informantes advirtieron que los ingleses habían reforzado las costas. María entró en pánico y decidió no huir. Las diferencias religiosas entre ella y su medio hermano continuaron. A la edad de treinta años, María asistió a una reunión con Eduardo VI e Isabel durante la Navidad de 1550, donde el rey inglés —de 13 años— la humilló reprendiéndola públicamente por ignorar sus leyes sobre la adoración, lo que la hizo llorar frente a la corte. María rechazó repetidamente las demandas de su medio hermano de que abandonara el catolicismo, mientras él persistentemente rehusó desistir en sus demandas. En marzo, amigos y funcionarios católicos de María fueron arrestados y Carlos I amenazó con iniciar una guerra. Eduardo VI resolvió el conflicto y pidió a los amigos de la princesa convertirla al protestantismo; sin embargo, María explicó que prefería «morir por su fe a ser convertida». Cuando se reanudó la guerra entre Francia y España, la presión sobre María empezó a disminuir; los ingleses temían que Carlos I invadiera Inglaterra y Dudley buscó una reconciliación con la princesa.

## Reinado

### Ascenso al trono

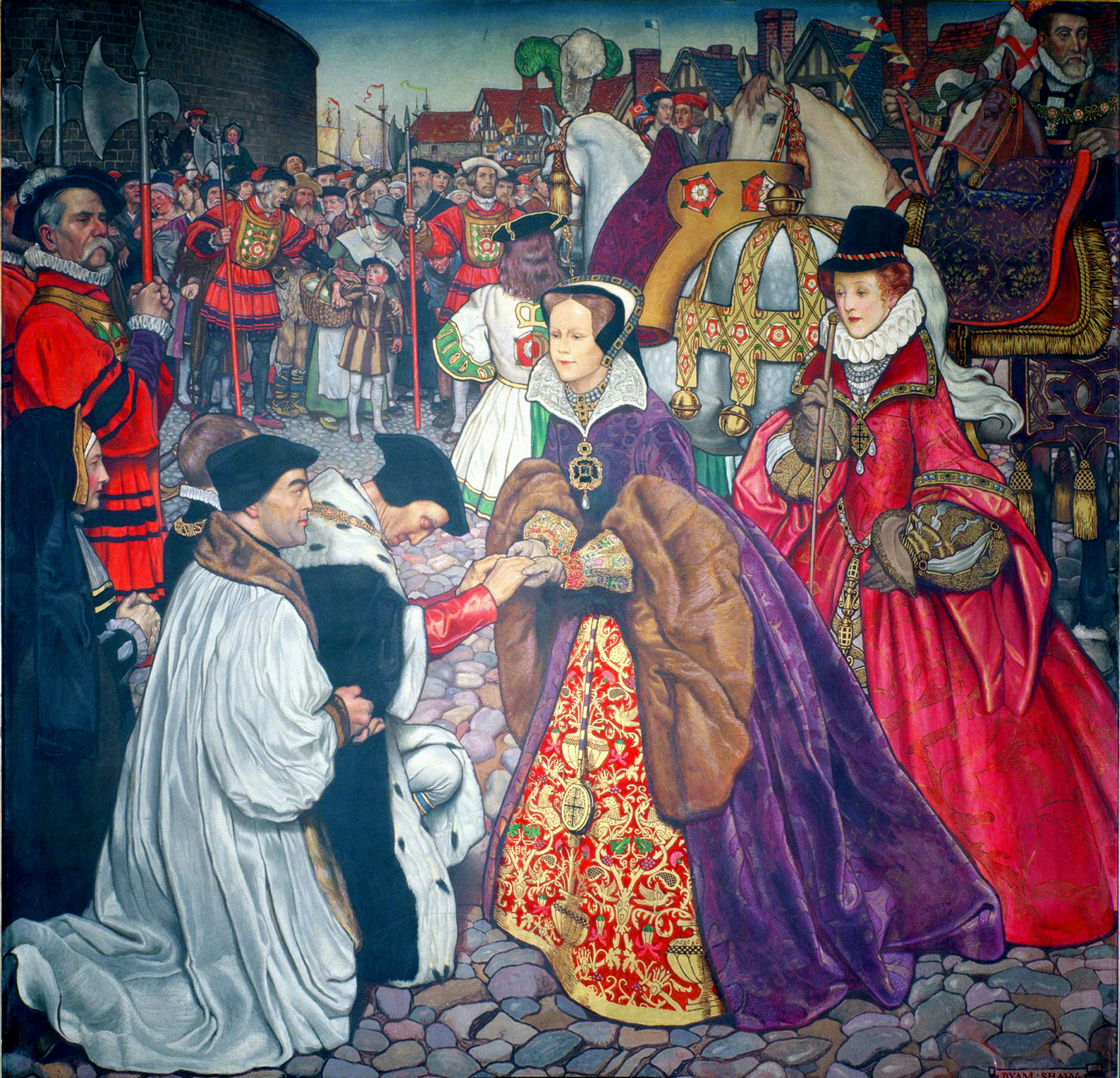
María entrando en Londres para tomar el poder en 1553, acompañada de su media hermana Isabel. Pintura de Byam Shaw (1910).

El 6 de julio de 1553, a la edad de 15 años, Eduardo VI murió de una infección pulmonar, probablemente tuberculosis. No deseaba que la Corona fuera a parar a María, porque temía que ella restaurara el catolicismo y anulara sus reformas y las de su padre, por lo que planeaba excluirla de la línea de sucesión. Sin embargo, sus consejeros le dijeron que no podía desheredar solo a una de sus medias hermanas, ya que también tendría que privar de sus derechos a Isabel, a pesar de que era protestante como él. Guiado por Dudley y posiblemente otros, Eduardo VI excluyó a ambas de la línea de sucesión en su testamento. Contradiciendo la Ley de Sucesión —que restauró a María e Isabel en la línea de sucesión—, Eduardo VI nombró sucesora a Juana Grey, nuera de Dudley y nieta de María Tudor —hermana menor de su padre—. La madre de Juana era Frances Brandon, prima y ahijada de María. El grado de responsabilidad de Dudley en el cambio de la línea de sucesión es objeto de controversia. Mientras que tradicionalmente se cree que Dudley persuadió al joven rey, Lyon (2016) y Roberts (2016) señalaron que la voluntad de Eduardo se decantó principalmente por el fortalecimiento del protestantismo.
Justo antes de la muerte de Eduardo VI, María fue convocada a Londres para visitar a su medio hermano moribundo. No obstante, sus consejeros le advirtieron que la convocatoria era un pretexto para capturarla y facilitar así el ascenso de Juana al trono. Por tanto, en lugar de dirigirse a Londres desde su residencia en Hunsdon, huyó a Anglia Oriental, donde poseía extensas propiedades y también donde Dudley había suprimido cruelmente la rebelión campesina de Robert Kett. Muchos adherentes a la fe católica y oponentes de Dudley vivían allí. Aunque sabía de antemano aquellos movimientos, Dudley no se preocupó entonces de sus planes de regreso a Londres. El 9 de julio, desde Kenninghall, María escribió al consejo privado ordenando su proclamación como sucesora de Eduardo VI.
El 10 de julio de 1553, Dudley y sus partidarios proclamaron reina a Juana y ese mismo día llegó a Londres la carta de María al consejo privado. Para él, la misiva era una declaración de guerra, por lo que envió un ejército a Norfolk para capturar a María. En Londres, difundió panfletos advirtiendo que María era una «bastarda» y que, si llegaba al trono, «traería a Inglaterra españoles y papistas». El 12 de julio, María y sus seguidores reunieron una fuerza militar en el castillo de Framlingham en Suffolk, que serviría de fortaleza en caso de fracaso. El 15 de julio, el ejército de Dudley se acercó a Framlingham. Los comandantes de María estaban preparados y ella se dirigió a sus partidarios con un discurso incendiario, en el que afirmaba que Dudley «planeó y aún planea de manera traicionera, por traición prolongada, la destrucción de un miembro de la realeza, de la nobleza y también de este reino». El apoyo de Dudley colapsó, mientras que María era recibida con júbilo por las ciudades a su paso hacia Londres. Juana I fue derrocada el 19 de julio; ella y Dudley fueron recluidos en la Torre de Londres. El 3 de agosto de 1553, María cabalgó triunfalmente por Londres rodeada de una ola de apoyo popular. Era acompañada por su media hermana Isabel y una procesión de más de 800 nobles y caballeros.

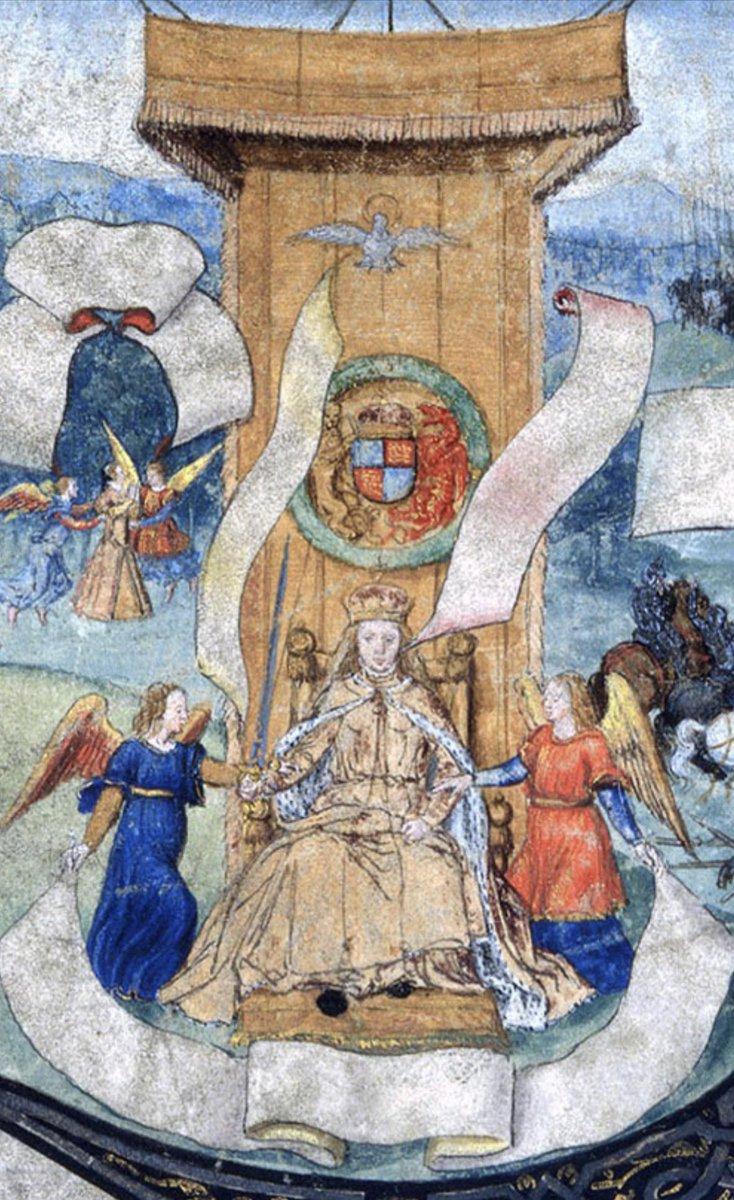
María ataviada con sus vestiduras reales. Miniatura en la letra capital de un manuscrito (1553) en los Archivos Nacionales.

Una de sus primeras acciones al llegar al poder fue ordenar la liberación del católico duque de Norfolk y Stephen Gardiner de su encarcelamiento en la Torre, así como a su pariente Edward Courtenay. María dedujo que la joven Juana era precisamente un peón en el plan de Dudley, quien al final fue el único conspirador de alto rango en morir ejecutado por alta traición, al mes siguiente del golpe. Aunque Juana y su marido Guilford Dudley fueron declarados culpables, estuvieron bajo custodia en la Torre en lugar de ser ajusticiados inmediatamente, mientras que el padre de Juana, Henry Grey, duque de Suffolk, fue liberado. La reina inglesa se encontraba en una situación difícil, ya que casi todos los consejeros privados estuvieron implicados en el plan de colocar a Juana en el trono. Nominó a Gardiner para el consejo privado y le designó obispo de Winchester y lord canciller, cargos que ocupó hasta su muerte en noviembre de 1555; Susan Clarencieux fue nombrada señora de los ropajes. El 30 de septiembre de 1553, María se trasladó con su media hermana al palacio de Westminster en una gran procesión, que contaba con la presencia de su madrastra Ana de Cléveris. El 1 de octubre, Gardiner la coronó reina en la abadía de Westminster. Dado que en Inglaterra era la primera coronación de una reina titular, la ceremonia difirió de la de una consorte real. Como era habitual en la coronación de los monarcas masculinos, recibió ceremonialmente las espuelas y la espada, pero también los cetros que corresponden al rey titular y la reina consorte.

### Matrimonio con Felipe II de España
A los 37 años, la nueva soberana volvió su atención a casarse y engendrar un heredero, lo que impediría que su media hermana la protestante Isabel —aún cercana en la línea de sucesión bajo los términos del testamento de Enrique VIII y la Ley de Sucesión de 1544— ascendiera el trono. Su consejo privado también la instó a casarse, no solo para asegurar la sucesión, sino también porque todavía se creía que una mujer no podía gobernar sola. Asimismo, también existía la preocupación justificada de que María obedeciera a su consorte. Por esta razón, la cuestión de con quién se casaría fue de suma importancia para los consejeros, ya que, según ellos, el matrimonio con un extranjero introduciría la injerencia extranjera en la política inglesa. Edward Courtenay y Reginald Pole fueron mencionados como posibles pretendientes; sin embargo, la reina inglesa no tuvo interés en ellos, porque no quería relacionarse con ninguno de sus súbditos. Su primo Carlos I sugirió que se casara con su único hijo, el príncipe Felipe de España. quien era heredero de vastos territorios en la Europa continental y el Nuevo Mundo y además ya tenía un hijo de su matrimonio con María Manuela de Portugal, fallecida ocho años antes. También, tanto la reina inglesa como el príncipe español eran descendientes de Juan de Gante, duque de Lancaster. Según el plan de Carlos I, por un lado, los españoles asegurarían la vía marítima a los Países Bajos y, por otro lado, tal matrimonio sería un contrapeso para la alianza de la reina escocesa con el delfín de Francia. La reina inglesa recibió con agrado la propuesta, pero estaba preocupada porque tenía once años más que Felipe; además, dejó claro a los embajadores españoles que su futuro consorte no tendría mucha influencia política, ya que la nobleza inglesa no toleraría la interferencia extranjera. Como parte de los acuerdos matrimoniales, en la segunda mitad de 1553 María recibió un retrato de Felipe de España por Tiziano.

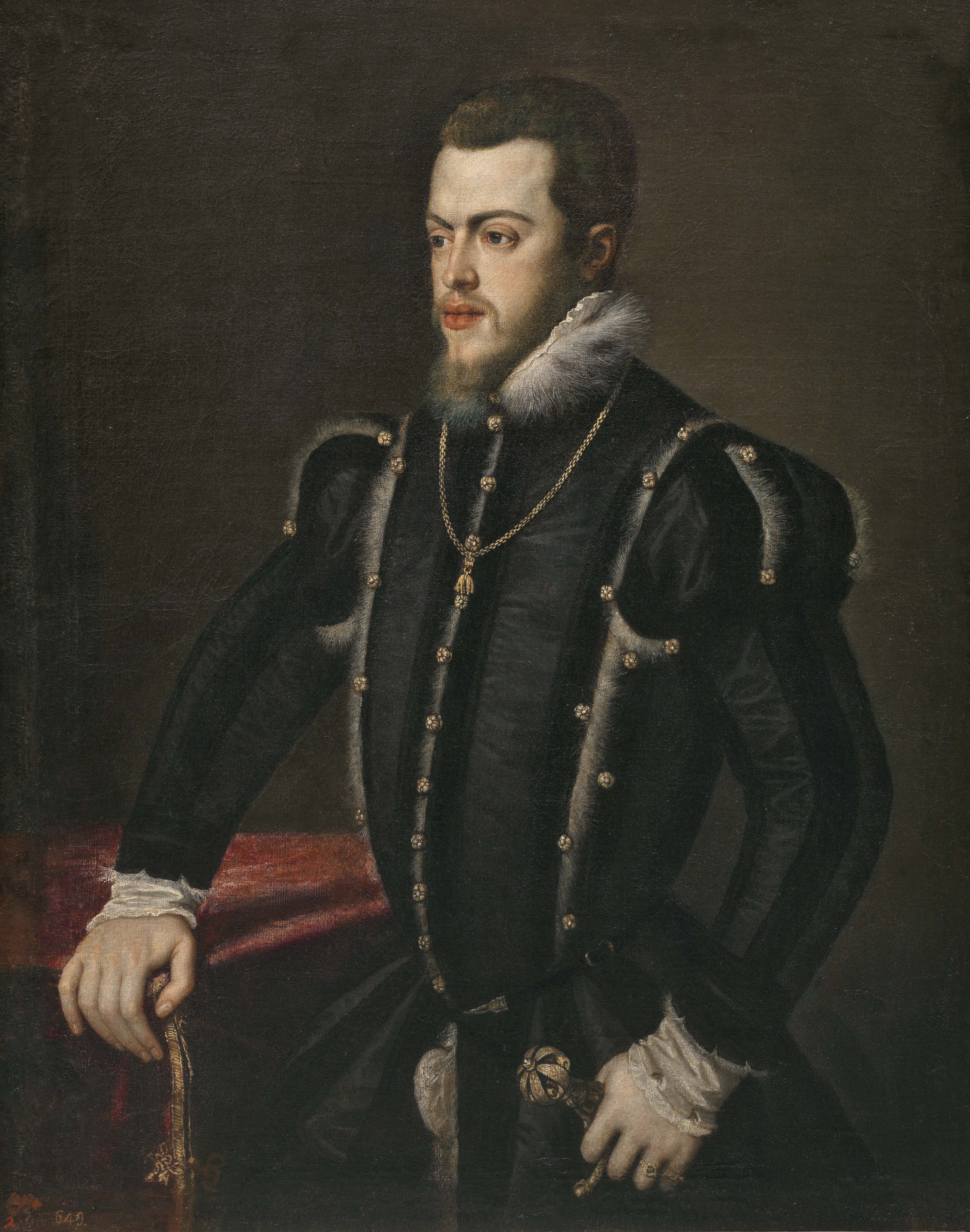
Retrato del príncipe Felipe de España por Tiziano (c. 1550).

El lord canciller Gardiner y la Cámara de los Comunes le solicitaron infructuosamente que considerara casarse con un inglés, por temor a que Inglaterra quedara relegada a una dependencia de los Habsburgo. Este matrimonio fue impopular entre los políticos ingleses; Gardiner y sus aliados se opusieron sobre la base del patriotismo, mientras que los protestantes eran motivados por temor al retorno del catolicismo. Tanto Gardiner como los súbditos leales de María le suplicaron que se casara con Courtenay en su lugar. Si bien la reina inglesa reafirmó sus intenciones, estuvo indecisa durante mucho tiempo. El 29 de octubre finalmente tomó su decisión: convocó al embajador imperial Simon Renard para aceptar formalmente la propuesta de casarse con Felipe porque «Dios la inspiró a convertirse en la esposa del príncipe». Renard escribió a Carlos I, informándole:

Ella creyó mis palabras sobre las cualidades de su alteza [Felipe] y que su majestad expresaría su amabilidad, tomaría a bien las condiciones que salvaguardarían el bienestar del país, [por] ser un buen padre para ella como lo había sido en el pasado y, más ahora, que será [su majestad] dos veces su padre y hará que su alteza sea un buen esposo para ella.

Como respuesta, estallaron insurrecciones por la insistencia de María en casarse con el príncipe español. Thomas Wyatt «el Joven» lideró una fuerza de Kent para deponerla a favor de su media hermana, como parte de una conspiración más amplia conocida como la rebelión de Wyatt, que también involucró al duque de Suffolk, padre de Juana. La reina inglesa anunció públicamente que convocaría al Parlamento para discutir el matrimonio y si este decidía que la propuesta no era ventajosa para el reino entonces ella se abstendría de continuar. Al llegar a Londres, Wyatt fue derrotado y capturado. El duque de Suffolk, su hija Juana, su marido Guilford Dudley y Wyatt fueron ejecutados. Courtenay —también implicado en la trama— fue encarcelado y luego exiliado. Aunque protestó por su inocencia en el caso de Wyatt, Isabel estuvo recluida en la Torre de Londres durante dos meses y luego puesta bajo arresto domiciliario en el palacio de Woodstock.
María fue —si se excluyen los breves y disputados reinados de Matilde I (r. 1141-1148) y Juana I— la primera reina de Inglaterra por derecho propio. El régimen legal de su matrimonio con el príncipe Felipe se basó en la doctrina del derecho consuetudinario inglés sobre el iure uxoris, en el que la propiedad y los títulos pertenecientes a una mujer se hacían propios del esposo al casarse y, por tanto, los políticos ingleses temían que cualquier hombre con el que se casara la reina se convirtiera de este modo en rey de Inglaterra de facto y nominalmente. A diferencia de los abuelos de María —Fernando II de Aragón e Isabel I de Castilla—, que habían conservado la soberanía de sus propios reinos durante su matrimonio, en Inglaterra no existía precedente a seguir. El Parlamento finalmente aprobó la llamada Ley de Matrimonio de la reina María, que estipulaba que Felipe recibiría el tratamiento de «rey de Inglaterra», los documentos oficiales —así como las leyes del Parlamento— se titularían con los nombres de ambos y el Parlamento debía ser convocado bajo la autoridad conjunta de la pareja, solo mientras María viviera. El Reino de Inglaterra no estaría obligado a proporcionar apoyo militar al padre de Felipe en ninguna guerra y él no podría actuar sin el consentimiento de su esposa ni nombrar extranjeros en cargos en Inglaterra. Tanto la reina como su descendencia solo podrían abandonar el país con el consentimiento de la nobleza. El tratado fue uno de los más ventajosos que haya tenido Inglaterra, tanto que Felipe estuvo furioso con las condiciones impuestas; si bien las aceptó por el bien de asegurar su matrimonio, dijo que «de ninguna manera me obligaría a mí mismo ni a mis herederos a cumplir con las cláusulas, especialmente aquellas que serían una carga para mi conciencia». Mientras María quedó muy complacida con la apostura de su prometido al ver su retrato pintado por Tiziano, a Felipe le sucedió todo lo contrario al ver el de la reina realizado por Antonio Moro; no tenía ningún sentimiento amoroso hacia ella y solo buscó la alianza matrimonial por intereses políticos y estratégicos; el 29 de julio de 1554, Ruy Gómez de Silva —ayudante de Felipe— describió a la reina como de «buen alma, más mayor [de edad] de lo que nos dijeron» y, en una misiva a Francisco de Eraso en Bruselas, añadió:

Para hablar verdad con vuestra merced, mucho Dios es menester para tragar este cáliz;  [sic] y lo mejor deste negocio es que el Rey lo ve y entiende que no por la carne se hizo este casamiento, sino por el remedio deste Reino y la conservación destos Estados [los Países Bajos].

Un futuro hijo de María y Felipe no solo sería heredero del trono de Inglaterra, sino también se convertiría en eventual heredero del trono español en el caso de que el hijo mayor de Felipe, Carlos, muriera sin descendencia.

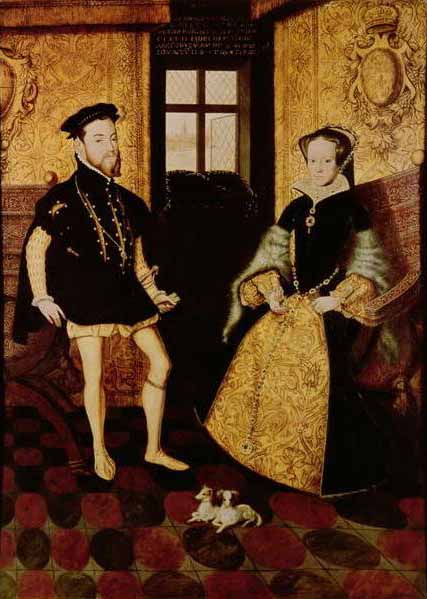
María y su esposo Felipe. Cuadro por Hans Eworth (c. 1558).

Para elevar a su hijo al rango de su cónyuge, Carlos I cedió a Felipe la Corona de Nápoles, así como su derecho al Reino de Jerusalén. Por tanto, María se convirtió en reina consorte de Nápoles y de Jerusalén al momento de casarse. La boda en la catedral de Winchester, el 25 de julio de 1554, tuvo lugar tan solo dos días después del primer encuentro en persona. Según el acuerdo de matrimonio, Felipe recibió el título de rey de Inglaterra, pero su verdadero poder se limitó a las funciones de príncipe consorte; como no sabía hablar inglés, se comunicaba con ella en una mezcla de español, francés y latín. A pesar de sus reservas, Felipe se presentó como un marido respetuoso y amable, tanto que la reina inglesa se enamoró profundamente de él; en una carta a su primo Carlos I, María escribió:

Cada día descubro en mi marido, el rey, su hijo, tantas virtudes y tal perfección que pido continuamente a Dios me conceda la gracia de complacerlo y comportarme en todas las cosas como corresponden a alguien tan profundamente apegado a él.

### Embarazo psicológico
En septiembre de 1554, María dejó de menstruar, aumentó de peso y sentía náuseas por las mañanas. Por estos motivos, casi la totalidad de la corte real, incluidos sus médicos, creyeron que estaba embarazada. El Parlamento aprobó una ley que designó a Felipe regente en caso de la muerte de la reina inglesa en el parto. En la última semana de abril de 1555, Isabel fue liberada del arresto domiciliario y llamada a la corte para actuar como testigo del nacimiento, que se pensaba acaecería inminentemente. Según Giovanni Michieli, el embajador veneciano, Felipe pudo haber planeado casarse con Isabel en caso de la muerte de María en el parto, pero en una misiva fechada el 25 de abril de 1554 a su cuñado Maximiliano de Austria, Felipe expresó incertidumbre sobre si su esposa estaba encinta:

El embarazo de la reina resulta que no ha sido tan certero como pensábamos.

A finales de abril, se reanudaron los servicios de acción de gracias en la diócesis de Londres, luego que se habían esparcido por Europa falsos rumores de que María había dado a luz un hijo. Durante mayo y junio, la aparente demora en el parto reforzó las sospechas de que ella no estaba embarazada; incluso Susan Clarencieux expresó sus dudas al embajador francés Antoine de Noailles. La reina inglesa continuó mostrando signos de embarazo hasta julio de 1555, cuando su abdomen se deshinchó. Como no hubo nacimiento, Michieli ridiculizó desdeñosamente el embarazo como «algo que termina en viento en lugar de cualquier otra cosa». Probablemente se trató de un embarazo psicológico inducido por el deseo abrumador de María de tener un hijo. En agosto, poco después de su desgracia —que la reina inglesa percibió como el «castigo de Dios» por haber «tolerado herejes» en su reino—, Felipe partió de Inglaterra a comandar sus ejércitos contra los franceses en Flandes. María estaba devastada y cayó en una profunda depresión. Michieli se conmovió por el dolor de la reina inglesa y escribió que ella estaba «extraordinariamente enamorada» de su marido y acongojada por su partida.
Isabel permaneció en la corte hasta octubre, aparentemente con su favor ante la reina restaurado, según Antoine de Noailles. A falta de hijos, Felipe estuvo preocupado de que, en lugar de su cuñada Isabel, la Corona inglesa pudiese caer en manos de la reina escocesa, que estaba comprometida con el delfín de Francia. Como María I Estuardo ya había reclamado el trono inglés, se convirtió en un peón importante para los franceses, que se habrían aprovechado de la situación legal de Isabel. Si María hubiera muerto sin hijos y su media hermana le hubiese sobrevivido sin su apoyo, el trono inglés habría ido a la reina escocesa y, por tanto, a la familia real francesa. Felipe persuadió a su esposa de que Isabel debía casarse con su primo Manuel Filiberto, duque de Saboya, para asegurar la sucesión católica y preservar los intereses de los Habsburgo sobre Inglaterra, pero Isabel rehusó cumplir esto; además, el consentimiento parlamentario era poco probable.

### Política religiosa

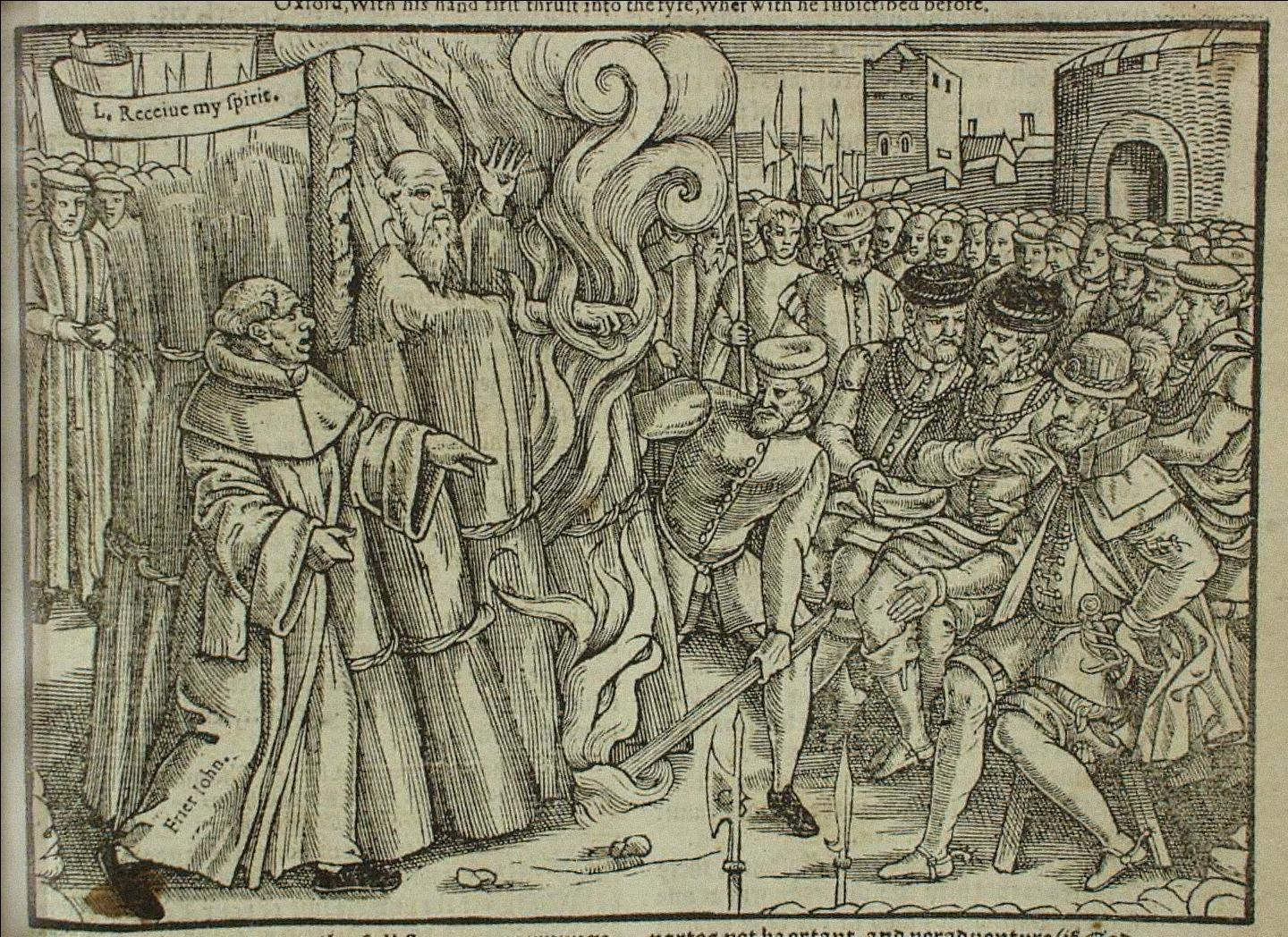
Ejecución de Thomas Cranmer. Ilustración de Actes and monuments (1563) de John Foxe.

Al mes siguiente a su ascenso al trono, María emitió un edicto en el que no obligaría a ninguno de sus súbditos a seguir su religión y con un llamado a la comprensión y tolerancia. Sin embargo, después María dio los primeros pasos para una reconciliación con la Iglesia católica. En agosto de 1553, escribió al papa Julio III asegurando que iba a persuadir al Parlamento inglés a revocar las «muchas leyes “maravillosas” implantadas por mis antecesores». Inicialmente, no quería realizar cambios religiosos bruscos sin una resolución parlamentaria y, por tanto, toleró al principio a los protestantes. La única excepción era su media hermana Isabel, a quien quería convertir al catolicismo por razones políticas. Mientras la reina inglesa seguía soltera y sin hijos, su media hermana era la sucesora legítima. Como Isabel solo iba a misa bajo presión, María consideró seriamente nombrar sucesora a su prima católica Margarita Douglas.
El primer parlamento de su reinado —reunido a principios de octubre de 1553— declaró válido el matrimonio de sus padres y abolió las leyes religiosas de Eduardo VI. La doctrina de la Iglesia fue restaurada a lo acordado en los «seis artículos» de 1539, que, entre otras cosas, reafirmaban el celibato clerical. Los sacerdotes casados fueron privados de sus beneficios anteriores. Los líderes eclesiásticos protestantes —John Bradford, John Rogers, John Hooper, Hugh Latimer y Thomas Cranmer, entre otros— fueron los primeros en ser arrestados. María siempre había rechazado la ruptura con la Santa Sede instituida por su padre y el establecimiento del protestantismo por parte de los regentes de su medio hermano. Felipe convenció al Parlamento inglés de derogar las leyes religiosas de Enrique VIII y así devolver la Iglesia en Inglaterra a la jurisdicción romana. Alcanzar a este acuerdo tomó muchos meses y la reina inglesa y el papa Julio III tuvieron que hacer una importante concesión: las tierras confiscadas a los monasterios durante el reinado de Enrique VIII no serían devueltas a la Iglesia, sino que permanecerían en manos de sus nuevos propietarios, entre los que había muchos parlamentarios.
Para finales de 1554 el papa ya había aprobado el acuerdo, mientras en Inglaterra se revivieron las «leyes de herejía», aprobadas entre 1382-1414 y abolidas durante los reinados de Enrique VIII y Eduardo VI. Aplicando esta legislación, las autoridades ejecutaron a numerosos protestantes en las llamadas persecuciones marianas. Alrededor de 800 protestantes acaudalados —como John Foxe— eligieron el exilio que quedarse. Las primeras ejecuciones se realizaron en un período de cinco días a principios de febrero de 1555: John Rogers el 4 de febrero, Laurence Saunders el 8 de febrero y Rowland Taylor y John Hooper el 9 de febrero. Thomas Cranmer, arzobispo de Canterbury en detención, fue obligado a ver a los obispos Ridley y Latimer arder en la hoguera. Cranmer se retractó, repudió la teología protestante y se reincorporó a la fe católica. Según el proceso establecido en las leyes, debió haber sido absuelto por arrepentimiento; sin embargo, María rehusó indultarlo, posiblemente movida por el resentimiento de que él fue responsable de la anulación del matrimonio de sus padres. El día de su ajusticiamiento, Cranmer retiró dramáticamente su retractación. En total, 283 fueron ejecutados, la mayoría en la hoguera. Las quemas resultaron tan impopulares que incluso Alfonso de Castro —uno de los miembros del personal eclesiástico de Felipe— las condenó y un consejero —Simon Renard— advirtió a la reina que esa «ejecución cruel» podría «provocar una revuelta». La reina inglesa persistió con esta política hasta su muerte, exacerbando el sentimiento anticatólico y antiespañol entre los ingleses. Las víctimas de las persecuciones eran tratadas como mártires.
Una de las grandes dificultades que María enfrentó era que había pocos clérigos que cumplían con sus estándares, ya que no habían recibido educación sistemática del clero durante el reinado de su medio hermano y muchos estaban casados. Rápidamente quedó claro que la quema de los líderes no sería suficiente para erradicar el protestantismo. La reintroducción del catolicismo tuvo una fuerte resistencia en las comunidades. También la reina inglesa carecía de fondos para adaptar las iglesias parroquiales a los estándares católicos. Muchas comunidades no pudieron adquirir altares de piedra, túnicas sacerdotales y vasos sagrados y rehusaron cooperar con los ministros de la Corona.
Reginald Pole —hijo de la institutriz ajusticiada de María y una vez considerado pretendiente— regresó como legado papal en noviembre de 1554. Fue ordenado sacerdote y nombrado arzobispo de Canterbury inmediatamente después de la ejecución de Cranmer en marzo de 1556. Antes de esta fecha se desempeñaba como diácono dentro de la Iglesia católica y no fue ordenado sacerdote hasta un día antes de su consagración como arzobispo. Con la asesoría del concilio de Trento, Pole esperaba reformar la enseñanza clerical y preparar un sacerdocio católico bien educado. Sin embargo, estas reformas no se consumaron, ya que, con el ascenso de Isabel I, fueron revertidas.

### Política exterior

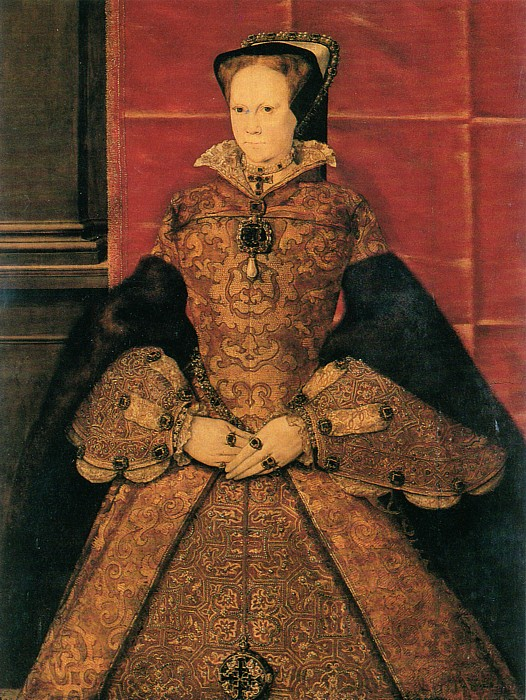
Retrato por Hans Eworth (1554). Luce un collar con la perla Peregrina entre dos diamantes.

Continuando con la reconquista Tudor de Irlanda, durante el reinado de María y Felipe los colonos ingleses se asentaron en las Tierras Medias irlandesas. Se fundaron los condados de Queen's y King's (ahora condados de Laois y Offaly) y se construyeron nuevos asentamientos. Sus ciudades principales fueron llamadas respectivamente Maryborough (ahora Portlaoise) y Philipstown (Daingean).
En enero de 1556, abdicó el suegro de María. Ella y Felipe aún siguieron separados; mientras su marido fue proclamado rey de España en Bruselas, María permanecía en Inglaterra. Felipe negoció una inestable tregua con los franceses en febrero de 1556. Al mes siguiente, el embajador francés en Inglaterra —Antoine de Noailles— estuvo implicado en un complot contra la reina inglesa, en el que Henry Dudley —primo segundo del ejecutado John Dudley, duque de Northumberland— intentó armar una tropa de invasión en Francia. La trama —conocida como la conspiración de Dudley— fue traicionada y los conspiradores en Inglaterra fueron arrestados. Dudley permaneció en el exilio en Francia y Noailles abandonó prudentemente Gran Bretaña.
En septiembre, Fernando Álvarez de Toledo y Pimentel, duque de Alba y virrey de Nápoles, atacó los Estados Pontificios. Como resultado del conflicto bélico, las relaciones entre Inglaterra y el papado se tensaron, ya que el papa Pablo IV se alió con Enrique II de Francia. Para Inglaterra, la situación era amenazante, ya que Francia se había aliado con Escocia y, en caso de guerra, siempre existía el riesgo de una invasión desde el norte. Por tanto, María preparó el país para la guerra. Además, el Consejo de la Corona acordó a regañadientes enviar tropas a Felipe si los Países Bajos eran atacados. Furioso de la solidaridad de María para con Felipe, Pablo IV privó al cardenal Pole de sus poderes de legado papal y le ordenó regresar a Roma y enfrentar cargos de herejía. Sin embargo, María denegó la solicitud de entregar a Pole y exigió que un tribunal inglés juzgara su caso; asimismo, amenazó con retirar a su embajador en Roma. Sus contemporáneos temían que Inglaterra enfrentara otro cisma.
Felipe estuvo en Inglaterra de marzo a julio de 1557 para convencer a María de que apoyara a España en una nueva guerra contra Francia. Según el plan, Inglaterra debía atacar la costa francesa para dar un respiro a las tropas españolas en Italia. Ella estaba a favor de declarar la guerra, pero sus consejeros se opusieron porque el comercio francés estaría en peligro, aparte que contravenía el tratado matrimonial y porque el precario legado económico de su medio hermano Eduardo VI y una serie de malas cosechas hicieron que Inglaterra careciese de suministros y finanzas. La guerra finalmente se declaró en junio de 1557 cuando el sobrino de Reginald Pole —Thomas Stafford— invadió Inglaterra y se apoderó del castillo de Scarborough con ayuda francesa en un intento fallido de destronar a María. En agosto, las fuerzas inglesas salieron victoriosas de la batalla de San Quintín, de la que un testigo declaró: «Ambos bandos lucharon de manera muy selecta y el inglés era el mejor de todos». No obstante, las celebraciones fueron breves, ya que, en enero de 1558, tropas francesas tomaron Calais, la única posesión restante de Inglaterra en el continente europeo. Aunque el mantenimiento de ese territorio era financieramente costoso, era una pérdida que dañó gravemente el prestigio de María. Según las Crónicas de Holinshed —en unas líneas posiblemente apócrifas—, la reina inglesa se lamentó profundamente:

Cuando esté muerta y descubierta, encontrarán “Calais” dentro en mi corazón.

El consejo privado concluyó que la reconquista era casi imposible, para gran disgusto de Felipe ya que Calais le era de gran importancia estratégica sobre Francia. Después de la muerte de su consorte, Felipe se reconcilió con el papa en septiembre de 1557, pero esto no cambió la confrontación bélica con Francia.

### Política económica

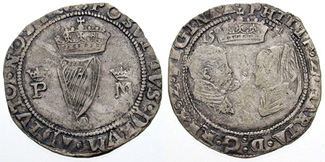
Un groat irlandés con la efigie de Felipe y María.

Los años de su reinado fueron excesivamente lluviosos. Las precipitaciones persistentes y las inundaciones posteriores condujeron a la hambruna. Otro problema era la disminución del comercio de telas de Amberes. A pesar de su matrimonio con Felipe, Inglaterra no se benefició del comercio desmesuradamente lucrativo de España con el Nuevo Mundo. Los españoles custodiaban celosamente sus rutas comerciales y la reina inglesa no podía tolerar el comercio ilícito o la piratería contra su marido. En un intento por aumentar el comercio y rescatar la economía inglesa, los consejeros de María continuaron la política del duque de Northumberland de buscar nuevas rutas comerciales. La reina inglesa otorgó una carta real a la Compañía de Moscovia, cuyo primer gobernador fue Sebastián Caboto; además, encargó un atlas mundial a Diogo Homem. Aventureros como John Lok y William Towerson navegaron al sur en un intento de desarrollar vínculos con la costa africana. Ya en junio de 1553, en los últimos días de Eduardo VI, se había establecido una expedición en búsqueda de un paso por el noreste hacia el Oriente. El navegante Richard Chancellor llegó a la ciudad rusa de Arcángel a través del mar Blanco, en una expedición en la que falleció su comandante Hugh Willoughby. Desde allí viajó a la capital del zarato y fue recibido en Moscú por Iván «el Terrible», quien estaba interesado en un acuerdo comercial con Inglaterra. El 5 de abril de 1555, María y Felipe enviaron una carta de agradecimiento a Iván para confirmar sus intenciones de comerciar.
Financieramente, el gobierno de María dedujo que el sistema económico aún medieval ya no era eficaz al Estado, por lo que emprendió un plan de reformas. La reina inglesa conservó a William Paulet, marqués de Winchester, en el cargo de lord gran tesorero —posición en la que se desempeñaba desde el reinado de Eduardo VI— y le asignó supervisar el sistema de recaudación de impuestos. John Baker, marqués de Winchester, y Walter Mildmay trataron de reactivar el tesoro, pero sus reformas tardaron mucho tiempo en tener efecto. La casa real también había estudiado a fondo nuevas formas de ahorrar dinero. Un informe reveló que la reina pagaba a sus sirvientes y subordinados mucho más de lo que su padre había hecho y que se gastaban grandes sumas en el guardarropa real. La moneda inglesa había experimentado problemas tanto en el reinado de Enrique VIII como en el de Eduardo VI. María hizo planes para la reforma monetaria, pero no se implementaron hasta después de su muerte.
Ante la falta de aplicación de los nuevos aranceles a las nuevas formas de importaciones, Inglaterra descuidó una fuente importante de ingresos. Para resolver este problema, el gobierno de María publicó un «libro de tasas» revisado (1558), que enumeraba los aranceles e impuestos para cada importación. Esta publicación no fue revisada exhaustivamente hasta 1604. María también promovió deliberadamente el comercio inglés gravando los bienes importados más que los manufacturados en Inglaterra. Sin embargo, entró en conflicto con la Liga Hanseática, que no renunciaría a su posición privilegiada. Sin embargo, dado que la Liga Hanseática había prestado dinero a la Corona inglesa en varias ocasiones, la reina inglesa estaba dispuesta a hacer concesiones. La Liga Hanseática pagó los mismos impuestos que otros comerciantes durante dos años y a cambio se le permitió adquirir materiales en Inglaterra que antes no habían sido posibles. Dado que la medida fue impopular entre los comerciantes ingleses, se revirtió dos años después.
María impulsó las reformas sociales y concedió casi el doble de cartas y actas de fundación que sus predecesores. Entre otras cosas, promovió la integración de ciudades y distritos, lo que aumentó la eficiencia de la administración y la industria. A través de sus esfuerzos, las ciudades pudieron actuar como corporaciones ante la ley. De esta manera, podían poseer tierras por derecho propio y usar sus ganancias para programas educativos, bienestar y obras públicas. También podían emitir ordenanzas municipales, que dieron a las ciudades condiciones para una jurisdicción local. Sin embargo, hubo escasez de alimentos y un aumento de mendicantes debido a las inundaciones causadas por las frecuentes lluvias. A fin de centralizar el cuidado a los pobres, creó cinco albergues de caridad en Londres. Aunque estas medidas no tuvieron los resultados deseados en su reinado, su sucesora Isabel I se benefició de las iniciativas.

## Muerte
En sus últimos años, la reina estaba física y mentalmente enferma. Si bien había sido reconocida por su belleza en su juventud, era descrita en sus últimos años como demacrada y aparentando mayor de lo que era, según sus contemporáneos, debido a las preocupaciones. Muchas veces sufría de estados de ánimo depresivos y su impopularidad la irritaba. El embajador de Venecia, Giovanni Michieli, describió el gran cambio que ella había sufrido desde el comienzo de su reinado, cuando disfrutaba de tanta simpatía entre la población, «como nunca se ha mostrado a ningún gobernante de este reino». Después de la visita de su marido en 1557, María pensó que estaba embarazada de nuevo y que su bebé iba a nacer en marzo de 1558. Estableció en su testamento que su esposo sería el regente durante la minoría de su hijo. Sin embargo, dado que desde el principio hubo dudas sobre el embarazo, no se hicieron preparativos para el parto como en el primero.
María se sentía débil y enferma desde mayo de 1558; padecía de ataques de fiebre, insomnio, dolores de cabeza y problemas de visión. En agosto, enfermó de gripe durante una epidemia que azotó la capital y fue trasladada al palacio de St James. Sufriendo dolor, posiblemente por quistes ováricos o cáncer uterino, dictó su última voluntad, admitiendo que no estaba embarazada y que su sucesor en el trono debía cumplir los requisitos establecidos en las leyes. Aún era renuente en designar heredera a su media hermana, aunque los españoles y su Parlamento la persuadieron para evitar que María I Estuardo heredase el trono. El 6 de noviembre, María finalmente cedió y nombró oficialmente a Isabel su sucesora y heredera del trono. Justo antes de la medianoche del 16 de noviembre, recibió la extremaunción. Murió el 17 de noviembre de 1558, a los 42 años, entre las cinco y las seis de la mañana; seis horas después, Isabel —muy dolida tras conocer la noticia— fue proclamada reina y, otras seis horas más tarde, Reginald Pole también sucumbió a la epidemia de gripe. El Parlamento tuvo reacciones mixtas en la sesión posterior al fallecimiento, principalmente por los preparativos para la coronación de la nueva reina. En Bruselas, Felipe escribió a su hermana Juana: «Sentí un lamento razonable por su muerte».

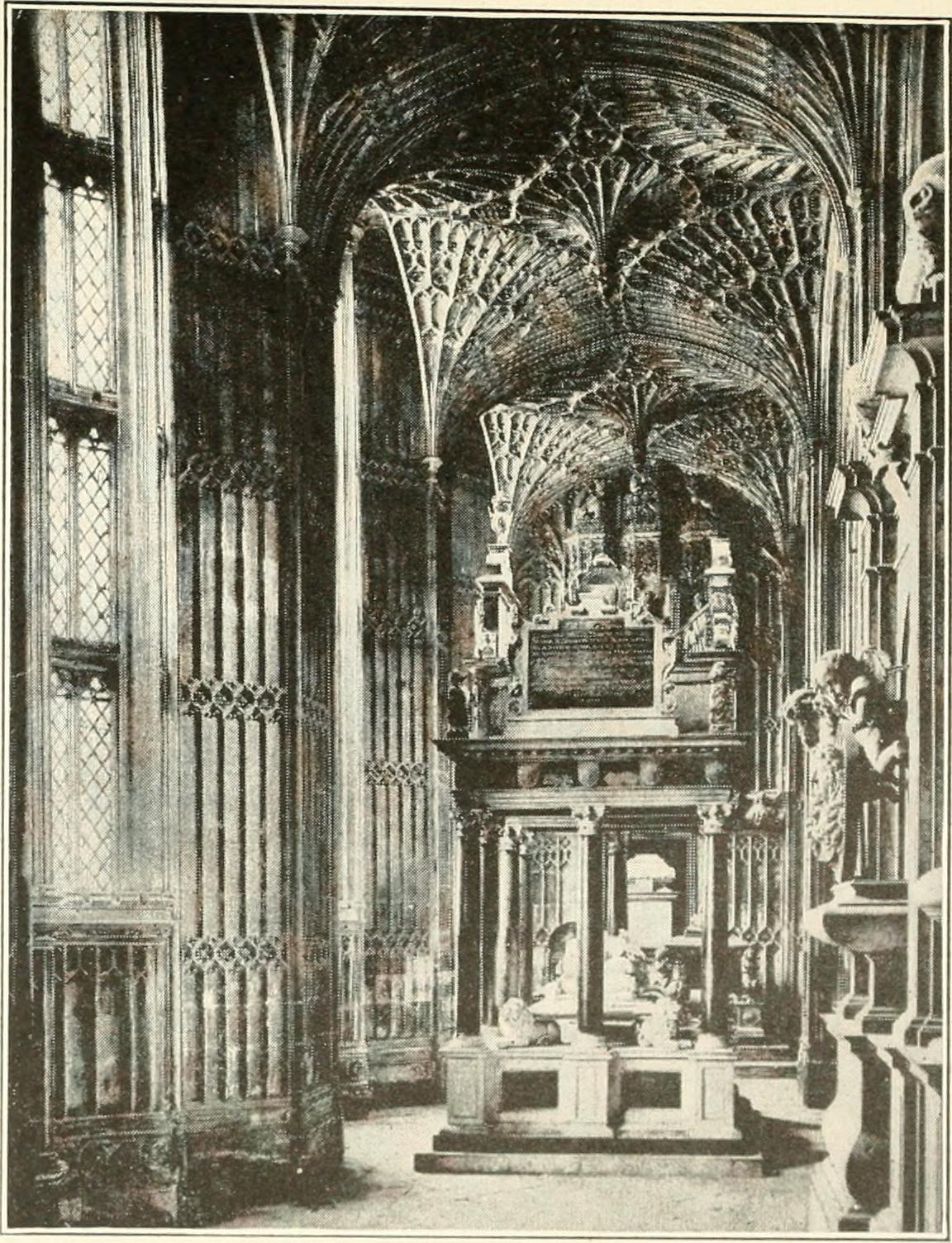
Tumba de María I e Isabel I en la capilla mariana de la abadía de Westminster. Fotografía de 1914.

El cuerpo de María fue, como era costumbre en Inglaterra, embalsamado y exhibido durante tres semanas. Aunque en su testamento declaró su deseo de ser enterrada al lado de su madre, el 14 de diciembre fue inhumada —tras una opulenta procesión dirigida por Margarita Douglas y ceremonia pagada por Isabel I— en la capilla mariana de Enrique VII de la abadía de Westminster en una tumba que finalmente compartió con su media hermana. La inscripción latina en su tumba dice: regno consortes et urna, hic obdormimus elizabetha et maria sorores, in spe resurrectionis —colocada por el sucesor de su media hermana, Jacobo I—, que se traduce: «Compañeras en el trono y la tumba, aquí descansan, Isabel y María, hermanas, en la esperanza de la resurrección» (Consorts in realm and tomb, we, sisters Elizabeth and Mary, here lie down to sleep in hope of resurrection).

## Legado
En su servicio fúnebre, John White, obispo de Winchester, elogió a María: «Era hija de un rey, era hermana de un rey, era esposa de un rey. Era una reina y por el mismo título un rey también». Fue la primera mujer en reclamar exitosamente el trono de Inglaterra; enfrentando una competencia reñida y oposición decidida, disfrutó del apoyo popular y la simpatía durante los primeros años de su reinado, especialmente entre los católicos de Inglaterra. Sin embargo, María carecía del carisma personal y la afinidad natural que poseía su media hermana. Por ello, juzgó mal la situación política y religiosa y, sobre todo, la reacción de la población a la reversión al catolicismo. Sin embargo, Isabel necesitó más de cinco años para deshacer los cambios de su media hermana, algo que la investigadora Ann Weikl tomó como evidencia de que, aún con la persecución de los protestantes, el catolicismo había vuelto a afianzarse.
Los escritores protestantes de la época y de años posteriores frecuentemente tuvieron una visión muy negativa del reinado de María. En el siglo XVII, el recuerdo de las persecuciones religiosas llevó a la adopción del sobrenombre «María la Sanguinaria» (Bloody Mary). John Knox la condenó en su First blast of the trumpet against the monstrous regiment of women (1558) y fue vilipendiada duramente por John Foxe en Actes and monuments (1563). Las ediciones subsiguientes del libro de Foxe siguieron siendo populares a lo largo de los siglos y ayudaron a dar forma a percepciones perdurables sobre ella como un tirana sangrienta. En el siglo XIX, los clérigos de la Inglaterra protestante consideraban predeterminada la magnificencia inglesa, que automáticamente marcó a la católica María como la antagonista de la Reforma anglicana. Asimismo, en el folclore anglosajón, su vida marcada por los falsos embarazos y el violento sometimiento de los protestantes contribuyó a que el epíteto «María la Sanguinaria» estuviera íntimamente relacionado con la leyenda del fantasma del espejo.
En el siglo XXI es recordada por sus esfuerzos en restaurar la primacía del catolicismo en Inglaterra, después de la poderosa influencia protestante en el efímero reinado de su medio hermano Eduardo VI. Los historiadores protestantes han denigrado durante mucho tiempo su reinado e indican que en solo cinco años María envió a la hoguera a varios cientos de protestantes durante las persecuciones marianas. A mediados del siglo XX, H. F. M. Prescott (1952) intentó corregir la tradición de que María era intolerante y autoritaria; por esto, la erudición a partir de entonces ha tendido a tratar las evaluaciones más antiguas y sencillas de María con mayores reservas. Un revisionismo historiográfico desde los años 1980 ha mejorado hasta cierto punto su reputación entre los académicos. Christopher Haigh (1992) arguyó que la reactivación de las festividades religiosas y las prácticas católicas fueron bien recibidas por el público en general. Haigh concluyó que «los últimos años del reinado de María no fueron una preparación horrible para la victoria protestante, sino una consolidación continua de la resistencia católica».

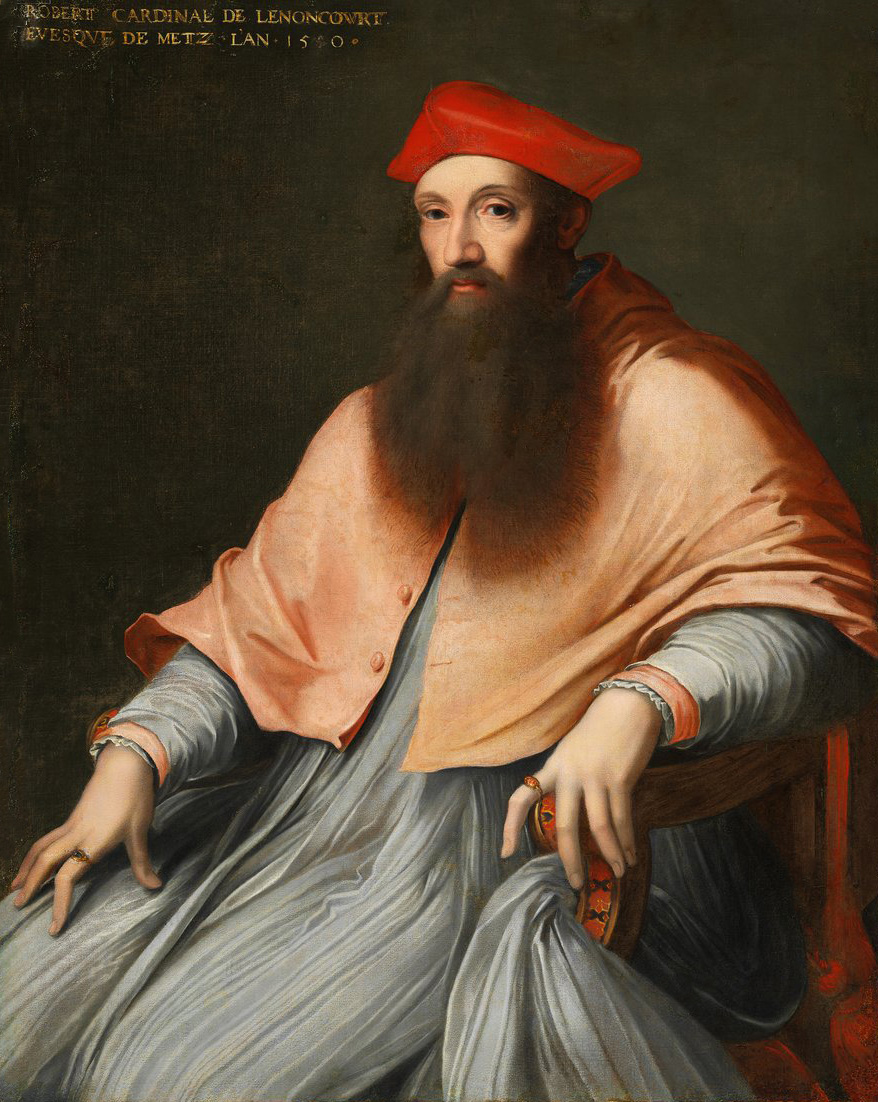
Reginald Pole, hijo de la institutriz de María, era un líder católico durante la reforma religiosa y legado papal en Inglaterra, así como el último arzobispo católico de Canterbury; la reina inglesa estimaba mucho su consejo sobre asuntos eclesiásticos. Retrato del.

También persiste el debate sobre quién fue el verdadero responsable de las muertes en la hoguera. John Foxe consideró a Edmund Bonner, obispo de Londres, uno de los cazadores de herejes más infames, pero Bonner estaba más interesado en que los sospechosos se retractaran en lugar de quemarlos. Si bien el arzobispo Pole confiaba en las quemas para demostrar que no era hereje ante el nuevo papa Pablo IV, Foxe indicó que Pole «no [era] uno de esos sangrientos y crueles papistas». Pole se dio cuenta rápidamente lo impopulares que eran las ejecuciones. Sin embargo, Prescott criticó que él tampoco hizo ningún intento por influenciar a la reina inglesa en este sentido, que siempre daba gran estima a su consejo. Aunque deseoso de restaurar el viejo orden, Gardiner votó a favor de la reintroducción de las «leyes de herejía», pero se retiró de la cacería del herejes tras la quema en la hoguera de los principales protestantes. Por tanto, es muy posible que María haya decretado personalmente estas ejecuciones. En una orden real a Bonner fechada el 24 de mayo de 1555, María le exigió proceder más rápido contra los herejes y no perder el tiempo. Sin embargo, Prescott mencionó que la reina inglesa ya se había retirado de los asuntos estatales durante el falso embarazo. Existe la posibilidad de que, al menos durante este período, las órdenes reales hayan sido aprobadas por Felipe y el consejo privado. Según Whitelock (2010), los críticos coinciden en que la reina inglesa tuvo el suficiente poder para poner fin a las persecuciones en cualquier momento. De hecho, en 1555, Pablo IV la condecoró con la Rosa de Oro y una medalla con el epígrafe fidei defensatrix («defensora de la fe» en latín) por sus esfuerzos en la restauración del catolicismo.
Los historiadores católicos, como John Lingard, estimaron que las políticas de María fracasaron no por estar equivocadas sino porque ella tuvo un reinado demasiado breve para consolidarlas y por los desastres naturales que escaparon de su control. En otros países, la Contrarreforma católica era encabezada por misioneros jesuitas; no obstante, el principal consejero religioso de María, el cardenal Reginald Pole, denegó el ingreso de los jesuitas a Inglaterra. Su matrimonio con Felipe no fue bien recibido por sus súbditos; además, sus políticas religiosas resultaron en un profundo resentimiento. Sus contemporáneos se quejaban principalmente de que su matrimonio había puesto a Inglaterra «bajo el yugo español». La pérdida militar de Calais en Francia fue una amarga humillación para el orgullo inglés y las cosechas fallidas aumentaron el descontento público. Felipe pasó la mayor parte de su tiempo en el extranjero, mientras su esposa permaneció en Inglaterra, deprimida por su ausencia y quebrantada por su incapacidad de tener hijos. Después de la muerte de María, Felipe intentó casarse con Isabel I, pero ella le rechazó. Aunque el gobierno de María fue fundamentalmente ineficaz e impopular, las políticas de reforma fiscal, la expansión naval y la exploración colonial —que luego se trataron como éxitos isabelinos— iniciaron durante su reinado. Además, con la revocación de la Ley de Sodomía de 1533 —en su primer año en el trono inglés—, su reinado es reconocido como el primero en el que el Estado inglés no criminalizaba la homosexualidad, si bien la reina inglesa prefirió que tales asuntos legales estuviesen bajo la jurisdicción de tribunales eclesiásticos; empero, diez años después esta legislación fue reinstaurada por su media hermana Isabel I y permaneció en vigor hasta 1967 cuando fue sustituida por la Ley de Delitos Sexuales.
En el siglo XIX, su vida sirvió de modelo para la pieza teatral Marie Tudor (1833) de Victor Hugo; este trabajo inspiró a Maria Regina d'Inghilterra (1847) de Giovanni Pacini, Queen Mary (1875) de Alfred Tennyson, Maria Tudor (1879) de Antônio Carlos Gomes y The Duchess of Padua (1891) de Oscar Wilde, entre otras producciones literarias y sus adaptaciones. También novelas históricas como The Queen's Fool (2004) de Philippa Gregory y Wolf Hall (2009) de Hilary Mantel se basan en la vida de la reina inglesa. Además, el rechazo de su padre fue parodiado en el episodio «Margical History Tour» de la serie de animación Los Simpson, donde el personaje Lisa Simpson —representando a María— es culpable del divorcio de sus padres por «haber nacido en el sexo equivocado». Sarah Bolger interpretó a María en la serie de televisión Los Tudor de la BBC Two, nominada al Globo de Oro de mejor serie-drama de 2007. Kathy Burke escenificó el fallecimiento de la reina inglesa en la película Elizabeth, ganadora del Óscar al mejor maquillaje de 1998.

## Titulatura

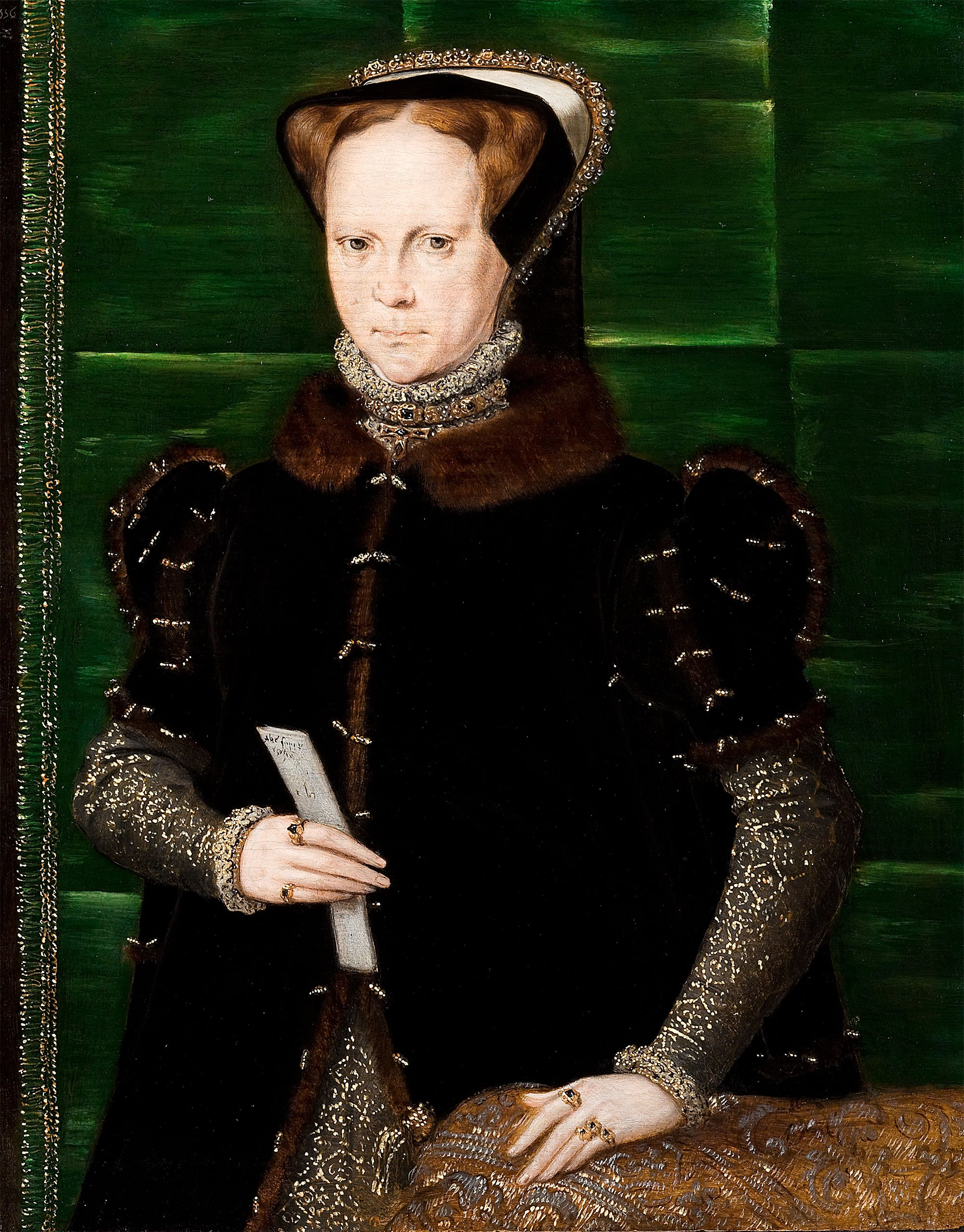
Retratada por Hans Eworth, c. 1555.

Al momento de su ascenso al trono, fue proclamada con la misma titulación de Enrique VIII y Eduardo VI: «María, por la Gracia de Dios, reina de Inglaterra, Francia e Irlanda, defensora de la fe y jefa suprema de la Iglesia de Inglaterra y de Irlanda sobre la Tierra» (Mary, by the Grace of God, Queen of England, France and Ireland, Defender of the Faith, and of the Church of England and of Ireland on Earth Supreme Head). Al igual que otros monarcas ingleses —desde Eduardo III hasta Jorge III—, María utilizó el título de «reina de Francia», si bien nunca gobernó esas tierras. El título de «jefa suprema de la Iglesia de Inglaterra» le repugnaba debido a sus convicciones religiosas, por lo que lo omitió después de la Navidad de 1553.
Según el tratado matrimonial de María con Felipe, la titulación conjunta reflejaba no solo los dominios y reclamos de ella, sino también los de su nuevo esposo: «Felipe y María, por la gracia de Dios, rey y reina de Inglaterra, Francia, Nápoles, Jerusalén e Irlanda, defensores de la fe, príncipes de España y Sicilia, archiduques de Austria, duques de Milán, Borgoña y Brabante, condes de Habsburgo, Flandes y el Tirol» (Philip and Mary, by the grace of God, King and Queen of England, France, Naples, Jerusalem, and Ireland, Defenders of the Faith, Princes of Spain and Sicily, Archdukes of Austria, Dukes of Milan, Burgundy and Brabant, Counts of Habsburg, Flanders and Tyrol). Esta titulación —en uso desde 1554— fue sustituida en 1556 cuando Felipe heredó la Corona española: «Felipe y María, por la Gracia de Dios, rey y reina de Inglaterra, España, Francia, ambas Sicilias, Jerusalén e Irlanda, defensores de la fe, archiduques de Austria, duques de Borgoña, Milán y Brabante, condes de Habsburgo, Flandes y el Tirol» (Philip and Mary, by the Grace of God King and Queen of England, Spain, France, both the Sicilies, Jerusalem and Ireland, Defenders of the Faith, Archdukes of Austria, Dukes of Burgundy, Milan and Brabant, Counts of Habsburg, Flanders and Tyrol).
El escudo heráldico de María antes de su matrimonio tenía las armas reales de la Casa de Lancaster, usadas por los monarcas de Inglaterra desde Enrique IV: cuartelado, el primer y tercer cuartel en campo de azur tres flores de lis de oro (por Francia) y el segundo y cuarto cuartel en campo de gules tres leones pasantes de oro (por Inglaterra). A partir del casamiento, sus armas eran empaladas —representadas una al lado de la otra— con las de su esposo; de esta manera, se colocaba un águila de sable nimbada de oro y un león coronado de oro a los extremos del blasón, representando respectivamente a España e Inglaterra. Además, María adoptó el dicho latino veritas temporis filia (lit., «la verdad es hija del tiempo») como su lema personal.

## Genealogía

### Familia
| \| \| \| \| \| \| \| \| \| \| \| \| \| \| \| \| \| \| \| \| \| \| \| \| \| \| \| \| \| \| \| \| \| \| \| \| \| \| \| \| \| \| \| \| \| \| \| \| \| \| \| \| \| \| \| Ricardo de York \| \| \| \| \| \| \| \| \| \| \| \| \| \| \| \| \| \| \| \| \| \| \| \| \| \| \| \| \| \| \| \| \| \| \| \| \| \| \| \| \| \| \| \| \| \| \| \| \| \| \| \| \| \| \| \| \| \| \| \| \| \| \| \| \| \| \| \| \| \| \| \| \| \| \| \| \| \| \| \| \| \| \| \| \| \| \| \| \| \| \| \| \| \| \| \| \| \| \| \| \| \| \| \| \| \| \| \| \| \| \| \| \| \| \| \| \| \| \| \| \| \| \| \| \| \| \| \| \| \| \| \| \| \| \| \| \| \| \| \| \| \| \| \| \| \| \| \| \| \| \| \| \| \| \| \| \| \| \| \| \| \| \| \| \| \| \| \| \| \| \| \| \| \| \| \| \| \| \| \| \| \| \| \| \| \| \| \| \| \| \| \| \| \| \| \| \| \| \| \| \| \| \| \| \| \| \| \| \| \| \| \| \| \| \| \| \| \| \| \| \| \| \| \| \| \| \| \| \| \| \| Eduardo IV de Inglaterra \| Eduardo IV de Inglaterra \| Eduardo IV de Inglaterra \| Eduardo IV de Inglaterra \| Eduardo IV de Inglaterra \| Eduardo IV de Inglaterra \| \| \| \| \| \| \| Jorge de Clarence \| Jorge de Clarence \| Jorge de Clarence \| Jorge de Clarence \| Jorge de Clarence \| Jorge de Clarence \| \| \| \| \| \| \| \| \| \| \| \| \| \| \| \| \| \| \| \| \| \| \| \| \| \| \| \| \| \| \| \| \| \| \| \| \| \| \| \| \| \| \| \| \| \| \| \| \| \| \| \| \| \| \| \| \| \| \| \| \| \| Eduardo IV de Inglaterra \| Eduardo IV de Inglaterra \| Eduardo IV de Inglaterra \| Eduardo IV de Inglaterra \| Eduardo IV de Inglaterra \| Eduardo IV de Inglaterra \| \| \| \| \| \| \| Jorge de Clarence \| Jorge de Clarence \| Jorge de Clarence \| Jorge de Clarence \| Jorge de Clarence \| Jorge de Clarence \| \| \| \| \| \| \| \| \| \| \| \| \| \| \| \| \| \| Isabel I de Castilla \| Isabel I de Castilla \| Isabel I de Castilla \| Isabel I de Castilla \| Isabel I de Castilla \| Isabel I de Castilla \| \| \| Fernando II de Aragón \| Fernando II de Aragón \| Fernando II de Aragón \| Fernando II de Aragón \| Fernando II de Aragón \| Fernando II de Aragón \| \| \| \| \| \| \| \| \| \| \| \| \| \| \| \| \| \| \| \| \| \| \| Enrique VII de Inglaterra \| Enrique VII de Inglaterra \| Enrique VII de Inglaterra \| Enrique VII de Inglaterra \| Enrique VII de Inglaterra \| Enrique VII de Inglaterra \| \| \| Isabel de York \| Isabel de York \| Isabel de York \| Isabel de York \| Isabel de York \| Isabel de York \| \| \| \| \| \| \| Margarita Pole \| Margarita Pole \| Margarita Pole \| Margarita Pole \| Margarita Pole \| Margarita Pole \| \| \| \| \| \| \| \| \| \| \| \| \| \| \| \| \| \| Isabel I de Castilla \| Isabel I de Castilla \| Isabel I de Castilla \| Isabel I de Castilla \| Isabel I de Castilla \| Isabel I de Castilla \| \| \| Fernando II de Aragón \| Fernando II de Aragón \| Fernando II de Aragón \| Fernando II de Aragón \| Fernando II de Aragón \| Fernando II de Aragón \| \| \| \| \| \| \| \| \| \| \| \| \| \| \| \| \| \| \| \| \| \| \| Enrique VII de Inglaterra \| Enrique VII de Inglaterra \| Enrique VII de Inglaterra \| Enrique VII de Inglaterra \| Enrique VII de Inglaterra \| Enrique VII de Inglaterra \| \| \| Isabel de York \| Isabel de York \| Isabel de York \| Isabel de York \| Isabel de York \| Isabel de York \| \| \| \| \| \| \| Margarita Pole \| Margarita Pole \| Margarita Pole \| Margarita Pole \| Margarita Pole \| Margarita Pole \| \| \| \| \| \| \| \| \| \| \| \| \| \| \| \| \| \| \| \| \| \| \| \| \| \| \| \| \| \| \| \| \| \| \| \| \| \| \| \| \| \| \| \| \| \| \| \| \| \| \| \| \| \| \| \| \| \| \| \| \| \| \| \| \| \| \| \| \| \| \| \| \| \| \| \| \| \| \| \| \| \| \| \| \| \| \| \| \| \| \| \| \| \| \| \| \| \| \| \| \| \| \| \| \| \| \| \| \| \| \| \| \| \| \| \| \| \| \| \| \| \| \| \| \| \| \| \| \| \| \| \| \| \| \| \| \| \| \| \| \| \| \| \| \| \| \| \| \| \| \| \| \| \| \| \| \| \| \| \| \| \| \| \| \| \| \| \| \| \| \| \| Juana I de Castilla \| Juana I de Castilla \| Juana I de Castilla \| Juana I de Castilla \| Juana I de Castilla \| Juana I de Castilla \| \| \| María de Aragón \| María de Aragón \| María de Aragón \| María de Aragón \| María de Aragón \| María de Aragón \| \| \| Catalina de Aragón \| Catalina de Aragón \| Catalina de Aragón \| Catalina de Aragón \| Catalina de Aragón \| Catalina de Aragón \| \| \| \| \| \| \| \| \| \| \| Enrique VIII de Inglaterra \| Enrique VIII de Inglaterra \| Enrique VIII de Inglaterra \| Enrique VIII de Inglaterra \| Enrique VIII de Inglaterra \| Enrique VIII de Inglaterra \| \| \| \| \| \| \| Margarita Tudor \| Margarita Tudor \| Margarita Tudor \| Margarita Tudor \| Margarita Tudor \| Margarita Tudor \| \| \| María Tudor \| María Tudor \| María Tudor \| María Tudor \| María Tudor \| María Tudor \| \| \| Reginald Pole \| Reginald Pole \| Reginald Pole \| Reginald Pole \| Reginald Pole \| Reginald Pole \| \| \| \| \| \| \| \| \| \| \| \| \| \| Juana I de Castilla \| Juana I de Castilla \| Juana I de Castilla \| Juana I de Castilla \| Juana I de Castilla \| Juana I de Castilla \| \| \| María de Aragón \| María de Aragón \| María de Aragón \| María de Aragón \| María de Aragón \| María de Aragón \| \| \| Catalina de Aragón \| Catalina de Aragón \| Catalina de Aragón \| Catalina de Aragón \| Catalina de Aragón \| Catalina de Aragón \| \| \| \| \| \| \| \| \| \| \| Enrique VIII de Inglaterra \| Enrique VIII de Inglaterra \| Enrique VIII de Inglaterra \| Enrique VIII de Inglaterra \| Enrique VIII de Inglaterra \| Enrique VIII de Inglaterra \| \| \| \| \| \| \| Margarita Tudor \| Margarita Tudor \| Margarita Tudor \| Margarita Tudor \| Margarita Tudor \| Margarita Tudor \| \| \| María Tudor \| María Tudor \| María Tudor \| María Tudor \| María Tudor \| María Tudor \| \| \| Reginald Pole \| Reginald Pole \| Reginald Pole \| Reginald Pole \| Reginald Pole \| Reginald Pole \| \| \| \| \| \| \| \| \| \| \| \| \| \| \| \| \| \| \| \| \| \| \| \| \| \| \| \| \| \| \| \| \| \| \| \| \| \| \| \| \| \| \| \| \| \| \| \| \| \| \| \| \| \| \| \| \| \| \| \| \| \| \| \| \| \| \| \| \| \| \| \| \| \| \| \| \| \| \| \| \| \| \| \| \| \| \| \| \| \| \| \| \| Carlos I de España \| Carlos I de España \| Carlos I de España \| Carlos I de España \| Carlos I de España \| Carlos I de España \| \| \| Isabel de Portugal \| Isabel de Portugal \| Isabel de Portugal \| Isabel de Portugal \| Isabel de Portugal \| Isabel de Portugal \| \| \| \| \| \| \| \| \| \| \| \| \| \| \| \| \| \| \| \| \| \| \| \| \| \| \| \| \| \| \| Jacobo V de Escocia \| Jacobo V de Escocia \| Jacobo V de Escocia \| Jacobo V de Escocia \| Jacobo V de Escocia \| Jacobo V de Escocia \| \| \| Frances Brandon \| Frances Brandon \| Frances Brandon \| Frances Brandon \| Frances Brandon \| Frances Brandon \| \| \| \| \| \| \| \| \| \| \| \| \| \| \| \| \| \| \| \| \| \| Carlos I de España \| Carlos I de España \| Carlos I de España \| Carlos I de España \| Carlos I de España \| Carlos I de España \| \| \| Isabel de Portugal \| Isabel de Portugal \| Isabel de Portugal \| Isabel de Portugal \| Isabel de Portugal \| Isabel de Portugal \| \| \| \| \| \| \| \| \| \| \| \| \| \| \| \| \| \| \| \| \| \| \| \| \| \| \| \| \| \| \| Jacobo V de Escocia \| Jacobo V de Escocia \| Jacobo V de Escocia \| Jacobo V de Escocia \| Jacobo V de Escocia \| Jacobo V de Escocia \| \| \| Frances Brandon \| Frances Brandon \| Frances Brandon \| Frances Brandon \| Frances Brandon \| Frances Brandon \| \| \| \| \| \| \| \| \| \| \| \| \| \| \| \| \| \| \| \| \| \| \| \| \| \| \| \| \| \| \| \| \| \| \| \| \| \| \| \| \| \| \| \| \| \| \| \| \| \| \| \| \| \| \| \| \| \| \| \| \| \| \| \| \| \| \| \| \| \| \| \| \| \| \| \| \| \| \| \| \| \| \| \| \| \| \| \| \| \| \| \| \| \| \| \| \| \| \| \| \| \| \| \| \| Felipe II de España \| Felipe II de España \| Felipe II de España \| Felipe II de España \| Felipe II de España \| Felipe II de España \| \| \| \| \| \| \| \| \| \| \| María I de Inglaterra \| María I de Inglaterra \| María I de Inglaterra \| María I de Inglaterra \| María I de Inglaterra \| María I de Inglaterra \| \| \| Isabel I de Inglaterra \| Isabel I de Inglaterra \| Isabel I de Inglaterra \| Isabel I de Inglaterra \| Isabel I de Inglaterra \| Isabel I de Inglaterra \| \| \| Eduardo VI de Inglaterra \| Eduardo VI de Inglaterra \| Eduardo VI de Inglaterra \| Eduardo VI de Inglaterra \| Eduardo VI de Inglaterra \| Eduardo VI de Inglaterra \| \| \| María I de Escocia \| María I de Escocia \| María I de Escocia \| María I de Escocia \| María I de Escocia \| María I de Escocia \| \| \| Juana I de Inglaterra \| Juana I de Inglaterra \| Juana I de Inglaterra \| Juana I de Inglaterra \| Juana I de Inglaterra \| Juana I de Inglaterra \| \| \| \| \| \| \| \| \| \| \| \| \| \| \| \| \| \| \| \| \| \| \| \| \| \| Felipe II de España \| Felipe II de España \| Felipe II de España \| Felipe II de España \| Felipe II de España \| Felipe II de España \| \| \| \| \| \| \| \| \| \| \| María I de Inglaterra \| María I de Inglaterra \| María I de Inglaterra \| María I de Inglaterra \| María I de Inglaterra \| María I de Inglaterra \| \| \| Isabel I de Inglaterra \| Isabel I de Inglaterra \| Isabel I de Inglaterra \| Isabel I de Inglaterra \| Isabel I de Inglaterra \| Isabel I de Inglaterra \| \| \| Eduardo VI de Inglaterra \| Eduardo VI de Inglaterra \| Eduardo VI de Inglaterra \| Eduardo VI de Inglaterra \| Eduardo VI de Inglaterra \| Eduardo VI de Inglaterra \| \| \| María I de Escocia \| María I de Escocia \| María I de Escocia \| María I de Escocia \| María I de Escocia \| María I de Escocia \| \| \| Juana I de Inglaterra \| Juana I de Inglaterra \| Juana I de Inglaterra \| Juana I de Inglaterra \| Juana I de Inglaterra \| Juana I de Inglaterra \| \| \| \| \| \| \| \| \| \| \| \| \| \| \| \| \| \| \| \| \| |                     |                     |                     |                      |                      |                      |                      |                      |                      |                    |                    |                       |                       |                       |                       |                       |                       |                    |                    |                       |                       |                       |                       |                       |                       |  |  |                        |                        |                        |                        |                            |                            |                            |                            |                            |                            |                          |                          |                           |                           |                           |                           |                           |                           |                     |                     |                          |                          |                          |                          |                          |                          |                       |                       |                       |                       |  |  |                   |                   |                   |                   |                   |                   |  |  |  |  |  |  |  |  |  |  |  |  |
| |                     |                     |                     |                      |                      |                      |                      |                      |                      |                    |                    |                       |                       |                       |                       |                       |                       |                    |                    |                       |                       |                       |                       |                       |                       |  |  |                        |                        |                        |                        |                            |                            |                            |                            |                            |                            |                          |                          |                           |                           |                           |                           |                           |                           |                     |                     |                          |                          |                          |                          |                          |                          | Ricardo de York       |                       |                       |                       |  |  |                   |                   |                   |                   |                   |                   |  |  |  |  |  |  |  |  |  |  |  |  |
| |                     |                     |                     |                      |                      |                      |                      |                      |                      |                    |                    |                       |                       |                       |                       |                       |                       |                    |                    |                       |                       |                       |                       |                       |                       |  |  |                        |                        |                        |                        |                            |                            |                            |                            |                            |                            |                          |                          |                           |                           |                           |                           |                           |                           |                     |                     |                          |                          |                          |                          |                          |                          |                       |                       |                       |                       |  |  |                   |                   |                   |                   |                   |                   |  |  |  |  |  |  |  |  |  |  |  |  |
| |                     |                     |                     |                      |                      |                      |                      |                      |                      |                    |                    |                       |                       |                       |                       |                       |                       |                    |                    |                       |                       |                       |                       |                       |                       |  |  |                        |                        |                        |                        |                            |                            |                            |                            |                            |                            |                          |                          |                           |                           |                           |                           |                           |                           |                     |                     |                          |                          |                          |                          |                          |                          |                       |                       |                       |                       |  |  |                   |                   |                   |                   |                   |                   |  |  |  |  |  |  |  |  |  |  |  |  |
| |                     |                     |                     |                      |                      |                      |                      |                      |                      |                    |                    |                       |                       |                       |                       |                       |                       |                    |                    |                       |                       |                       |                       |                       |                       |  |  |                        |                        |                        |                        |                            |                            |                            |                            |                            |                            |                          |                          |                           |                           |                           |                           |                           |                           |                     |                     | Eduardo IV de Inglaterra | Eduardo IV de Inglaterra | Eduardo IV de Inglaterra | Eduardo IV de Inglaterra | Eduardo IV de Inglaterra | Eduardo IV de Inglaterra |                       |                       |                       |                       |  |  | Jorge de Clarence | Jorge de Clarence | Jorge de Clarence | Jorge de Clarence | Jorge de Clarence | Jorge de Clarence |  |  |  |  |  |  |  |  |  |  |  |  |
| |                     |                     |                     |                      |                      |                      |                      |                      |                      |                    |                    |                       |                       |                       |                       |                       |                       |                    |                    |                       |                       |                       |                       |                       |                       |  |  |                        |                        |                        |                        |                            |                            |                            |                            |                            |                            |                          |                          |                           |                           |                           |                           |                           |                           |                     |                     | Eduardo IV de Inglaterra | Eduardo IV de Inglaterra | Eduardo IV de Inglaterra | Eduardo IV de Inglaterra | Eduardo IV de Inglaterra | Eduardo IV de Inglaterra |                       |                       |                       |                       |  |  | Jorge de Clarence | Jorge de Clarence | Jorge de Clarence | Jorge de Clarence | Jorge de Clarence | Jorge de Clarence |  |  |  |  |  |  |  |  |  |  |  |  |
| |                     |                     |                     | Isabel I de Castilla | Isabel I de Castilla | Isabel I de Castilla | Isabel I de Castilla | Isabel I de Castilla | Isabel I de Castilla |                    |                    | Fernando II de Aragón | Fernando II de Aragón | Fernando II de Aragón | Fernando II de Aragón | Fernando II de Aragón | Fernando II de Aragón |                    |                    |                       |                       |                       |                       |                       |                       |  |  |                        |                        |                        |                        |                            |                            |                            |                            |                            |                            |                          |                          | Enrique VII de Inglaterra | Enrique VII de Inglaterra | Enrique VII de Inglaterra | Enrique VII de Inglaterra | Enrique VII de Inglaterra | Enrique VII de Inglaterra |                     |                     | Isabel de York           | Isabel de York           | Isabel de York           | Isabel de York           | Isabel de York           | Isabel de York           |                       |                       |                       |                       |  |  | Margarita Pole    | Margarita Pole    | Margarita Pole    | Margarita Pole    | Margarita Pole    | Margarita Pole    |  |  |  |  |  |  |  |  |  |  |  |  |
| |                     |                     |                     | Isabel I de Castilla | Isabel I de Castilla | Isabel I de Castilla | Isabel I de Castilla | Isabel I de Castilla | Isabel I de Castilla |                    |                    | Fernando II de Aragón | Fernando II de Aragón | Fernando II de Aragón | Fernando II de Aragón | Fernando II de Aragón | Fernando II de Aragón |                    |                    |                       |                       |                       |                       |                       |                       |  |  |                        |                        |                        |                        |                            |                            |                            |                            |                            |                            |                          |                          | Enrique VII de Inglaterra | Enrique VII de Inglaterra | Enrique VII de Inglaterra | Enrique VII de Inglaterra | Enrique VII de Inglaterra | Enrique VII de Inglaterra |                     |                     | Isabel de York           | Isabel de York           | Isabel de York           | Isabel de York           | Isabel de York           | Isabel de York           |                       |                       |                       |                       |  |  | Margarita Pole    | Margarita Pole    | Margarita Pole    | Margarita Pole    | Margarita Pole    | Margarita Pole    |  |  |  |  |  |  |  |  |  |  |  |  |
| |                     |                     |                     |                      |                      |                      |                      |                      |                      |                    |                    |                       |                       |                       |                       |                       |                       |                    |                    |                       |                       |                       |                       |                       |                       |  |  |                        |                        |                        |                        |                            |                            |                            |                            |                            |                            |                          |                          |                           |                           |                           |                           |                           |                           |                     |                     |                          |                          |                          |                          |                          |                          |                       |                       |                       |                       |  |  |                   |                   |                   |                   |                   |                   |  |  |  |  |  |  |  |  |  |  |  |  |
| |                     |                     |                     |                      |                      |                      |                      |                      |                      |                    |                    |                       |                       |                       |                       |                       |                       |                    |                    |                       |                       |                       |                       |                       |                       |  |  |                        |                        |                        |                        |                            |                            |                            |                            |                            |                            |                          |                          |                           |                           |                           |                           |                           |                           |                     |                     |                          |                          |                          |                          |                          |                          |                       |                       |                       |                       |  |  |                   |                   |                   |                   |                   |                   |  |  |  |  |  |  |  |  |  |  |  |  |
| Juana I de Castilla | Juana I de Castilla | Juana I de Castilla | Juana I de Castilla | Juana I de Castilla  | Juana I de Castilla  |                      |                      | María de Aragón      | María de Aragón      | María de Aragón    | María de Aragón    | María de Aragón       | María de Aragón       |                       |                       | Catalina de Aragón    | Catalina de Aragón    | Catalina de Aragón | Catalina de Aragón | Catalina de Aragón    | Catalina de Aragón    |                       |                       |                       |                       |  |  |                        |                        |                        |                        | Enrique VIII de Inglaterra | Enrique VIII de Inglaterra | Enrique VIII de Inglaterra | Enrique VIII de Inglaterra | Enrique VIII de Inglaterra | Enrique VIII de Inglaterra |                          |                          |                           |                           |                           |                           | Margarita Tudor           | Margarita Tudor           | Margarita Tudor     | Margarita Tudor     | Margarita Tudor          | Margarita Tudor          |                          |                          | María Tudor              | María Tudor              | María Tudor           | María Tudor           | María Tudor           | María Tudor           |  |  | Reginald Pole     | Reginald Pole     | Reginald Pole     | Reginald Pole     | Reginald Pole     | Reginald Pole     |  |  |  |  |  |  |  |  |  |  |  |  |
| Juana I de Castilla | Juana I de Castilla | Juana I de Castilla | Juana I de Castilla | Juana I de Castilla  | Juana I de Castilla  |                      |                      | María de Aragón      | María de Aragón      | María de Aragón    | María de Aragón    | María de Aragón       | María de Aragón       |                       |                       | Catalina de Aragón    | Catalina de Aragón    | Catalina de Aragón | Catalina de Aragón | Catalina de Aragón    | Catalina de Aragón    |                       |                       |                       |                       |  |  |                        |                        |                        |                        | Enrique VIII de Inglaterra | Enrique VIII de Inglaterra | Enrique VIII de Inglaterra | Enrique VIII de Inglaterra | Enrique VIII de Inglaterra | Enrique VIII de Inglaterra |                          |                          |                           |                           |                           |                           | Margarita Tudor           | Margarita Tudor           | Margarita Tudor     | Margarita Tudor     | Margarita Tudor          | Margarita Tudor          |                          |                          | María Tudor              | María Tudor              | María Tudor           | María Tudor           | María Tudor           | María Tudor           |  |  | Reginald Pole     | Reginald Pole     | Reginald Pole     | Reginald Pole     | Reginald Pole     | Reginald Pole     |  |  |  |  |  |  |  |  |  |  |  |  |
| |                     |                     |                     |                      |                      |                      |                      |                      |                      |                    |                    |                       |                       |                       |                       |                       |                       |                    |                    |                       |                       |                       |                       |                       |                       |  |  |                        |                        |                        |                        |                            |                            |                            |                            |                            |                            |                          |                          |                           |                           |                           |                           |                           |                           |                     |                     |                          |                          |                          |                          |                          |                          |                       |                       |                       |                       |  |  |                   |                   |                   |                   |                   |                   |  |  |  |  |  |  |  |  |  |  |  |  |
| Carlos I de España | Carlos I de España  | Carlos I de España  | Carlos I de España  | Carlos I de España   | Carlos I de España   |                      |                      | Isabel de Portugal   | Isabel de Portugal   | Isabel de Portugal | Isabel de Portugal | Isabel de Portugal    | Isabel de Portugal    |                       |                       |                       |                       |                    |                    |                       |                       |                       |                       |                       |                       |  |  |                        |                        |                        |                        |                            |                            |                            |                            |                            |                            |                          |                          |                           |                           |                           |                           | Jacobo V de Escocia       | Jacobo V de Escocia       | Jacobo V de Escocia | Jacobo V de Escocia | Jacobo V de Escocia      | Jacobo V de Escocia      |                          |                          | Frances Brandon          | Frances Brandon          | Frances Brandon       | Frances Brandon       | Frances Brandon       | Frances Brandon       |  |  |                   |                   |                   |                   |                   |                   |  |  |  |  |  |  |  |  |  |  |  |  |
| Carlos I de España | Carlos I de España  | Carlos I de España  | Carlos I de España  | Carlos I de España   | Carlos I de España   |                      |                      | Isabel de Portugal   | Isabel de Portugal   | Isabel de Portugal | Isabel de Portugal | Isabel de Portugal    | Isabel de Portugal    |                       |                       |                       |                       |                    |                    |                       |                       |                       |                       |                       |                       |  |  |                        |                        |                        |                        |                            |                            |                            |                            |                            |                            |                          |                          |                           |                           |                           |                           | Jacobo V de Escocia       | Jacobo V de Escocia       | Jacobo V de Escocia | Jacobo V de Escocia | Jacobo V de Escocia      | Jacobo V de Escocia      |                          |                          | Frances Brandon          | Frances Brandon          | Frances Brandon       | Frances Brandon       | Frances Brandon       | Frances Brandon       |  |  |                   |                   |                   |                   |                   |                   |  |  |  |  |  |  |  |  |  |  |  |  |
| |                     |                     |                     |                      |                      |                      |                      |                      |                      |                    |                    |                       |                       |                       |                       |                       |                       |                    |                    |                       |                       |                       |                       |                       |                       |  |  |                        |                        |                        |                        |                            |                            |                            |                            |                            |                            |                          |                          |                           |                           |                           |                           |                           |                           |                     |                     |                          |                          |                          |                          |                          |                          |                       |                       |                       |                       |  |  |                   |                   |                   |                   |                   |                   |  |  |  |  |  |  |  |  |  |  |  |  |
| |                     |                     |                     | Felipe II de España  | Felipe II de España  | Felipe II de España  | Felipe II de España  | Felipe II de España  | Felipe II de España  |                    |                    |                       |                       |                       |                       |                       |                       |                    |                    | María I de Inglaterra | María I de Inglaterra | María I de Inglaterra | María I de Inglaterra | María I de Inglaterra | María I de Inglaterra |  |  | Isabel I de Inglaterra | Isabel I de Inglaterra | Isabel I de Inglaterra | Isabel I de Inglaterra | Isabel I de Inglaterra     | Isabel I de Inglaterra     |                            |                            | Eduardo VI de Inglaterra   | Eduardo VI de Inglaterra   | Eduardo VI de Inglaterra | Eduardo VI de Inglaterra | Eduardo VI de Inglaterra  | Eduardo VI de Inglaterra  |                           |                           | María I de Escocia        | María I de Escocia        | María I de Escocia  | María I de Escocia  | María I de Escocia       | María I de Escocia       |                          |                          | Juana I de Inglaterra    | Juana I de Inglaterra    | Juana I de Inglaterra | Juana I de Inglaterra | Juana I de Inglaterra | Juana I de Inglaterra |  |  |                   |                   |                   |                   |                   |                   |  |  |  |  |  |  |  |  |  |  |  |  |
| |                     |                     |                     | Felipe II de España  | Felipe II de España  | Felipe II de España  | Felipe II de España  | Felipe II de España  | Felipe II de España  |                    |                    |                       |                       |                       |                       |                       |                       |                    |                    | María I de Inglaterra | María I de Inglaterra | María I de Inglaterra | María I de Inglaterra | María I de Inglaterra | María I de Inglaterra |  |  | Isabel I de Inglaterra | Isabel I de Inglaterra | Isabel I de Inglaterra | Isabel I de Inglaterra | Isabel I de Inglaterra     | Isabel I de Inglaterra     |                            |                            | Eduardo VI de Inglaterra   | Eduardo VI de Inglaterra   | Eduardo VI de Inglaterra | Eduardo VI de Inglaterra | Eduardo VI de Inglaterra  | Eduardo VI de Inglaterra  |                           |                           | María I de Escocia        | María I de Escocia        | María I de Escocia  | María I de Escocia  | María I de Escocia       | María I de Escocia       |                          |                          | Juana I de Inglaterra    | Juana I de Inglaterra    | Juana I de Inglaterra | Juana I de Inglaterra | Juana I de Inglaterra | Juana I de Inglaterra |  |  |                   |                   |                   |                   |                   |                   |  |  |  |  |  |  |  |  |  |  |  |  |

### Ancestros
| \| \| \| \| \| \| \| \| \| \| \| \| \| \| \| \| \| \| \| \| 16. Owen Tudor \| \| \| \| \| \| \| \| \| \| \| \| \| \| \| \| \| \| \| \| \| \| \| \| \| \| \| \| \| \| \| \| \| \| \| \| \| \| \| \| \| \| \| \| \| \| \| \| \| \| \| \| \| \| 8. Edmundo Tudor \| \| \| \| \| \| \| \| \| \| \| \| \| \| \| \| \| \| \| \| \| \| \| \| \| \| \| \| \| \| \| \| \| \| \| \| \| \| \| \| \| \| \| \| \| \| \| \| \| \| \| \| \| \| 17. Catalina de Francia \| \| \| \| \| \| \| \| \| \| \| \| \| \| \| \| \| \| \| \| \| \| \| \| \| \| \| \| \| \| \| \| \| \| \| \| \| \| \| \| \| \| \| \| \| \| \| \| \| \| \| \| \| \| 4. Enrique VII de Inglaterra \| \| \| \| \| \| \| \| \| \| \| \| \| \| \| \| \| \| \| \| \| \| \| \| \| \| \| \| \| \| \| \| \| \| \| \| \| \| \| \| \| \| \| \| \| \| \| \| \| \| \| \| \| \| 18. John Beaufort \| \| \| \| \| \| \| \| \| \| \| \| \| \| \| \| \| \| \| \| \| \| \| \| \| \| \| \| \| \| \| \| \| \| \| \| \| \| \| \| \| \| \| \| \| \| \| \| \| \| \| \| \| \| 9. Margarita Beaufort \| \| \| \| \| \| \| \| \| \| \| \| \| \| \| \| \| \| \| \| \| \| \| \| \| \| \| \| \| \| \| \| \| \| \| \| \| \| \| \| \| \| \| \| \| \| \| \| \| \| \| \| \| \| 19. Margarita Beauchamp de Bletso \| \| \| \| \| \| \| \| \| \| \| \| \| \| \| \| \| \| \| \| \| \| \| \| \| \| \| \| \| \| \| \| \| \| \| \| \| \| \| \| \| \| \| \| \| \| \| \| \| \| \| \| \| \| 2. Enrique VIII de Inglaterra \| \| \| \| \| \| \| \| \| \| \| \| \| \| \| \| \| \| \| \| \| \| \| \| \| \| \| \| \| \| \| \| \| \| \| \| \| \| \| \| \| \| \| \| \| \| \| \| \| \| \| \| \| \| 20. Ricardo de York \| \| \| \| \| \| \| \| \| \| \| \| \| \| \| \| \| \| \| \| \| \| \| \| \| \| \| \| \| \| \| \| \| \| \| \| \| \| \| \| \| \| \| \| \| \| \| \| \| \| \| \| \| \| 10. Eduardo IV de Inglaterra \| \| \| \| \| \| \| \| \| \| \| \| \| \| \| \| \| \| \| \| \| \| \| \| \| \| \| \| \| \| \| \| \| \| \| \| \| \| \| \| \| \| \| \| \| \| \| \| \| \| \| \| \| \| 21. Cecilia Neville \| \| \| \| \| \| \| \| \| \| \| \| \| \| \| \| \| \| \| \| \| \| \| \| \| \| \| \| \| \| \| \| \| \| \| \| \| \| \| \| \| \| \| \| \| \| \| \| \| \| \| \| \| \| 5. Isabel de York \| \| \| \| \| \| \| \| \| \| \| \| \| \| \| \| \| \| \| \| \| \| \| \| \| \| \| \| \| \| \| \| \| \| \| \| \| \| \| \| \| \| \| \| \| \| \| \| \| \| \| \| \| \| 22. Ricardo Woodville \| \| \| \| \| \| \| \| \| \| \| \| \| \| \| \| \| \| \| \| \| \| \| \| \| \| \| \| \| \| \| \| \| \| \| \| \| \| \| \| \| \| \| \| \| \| \| \| \| \| \| \| \| \| 11. Isabel Woodville \| \| \| \| \| \| \| \| \| \| \| \| \| \| \| \| \| \| \| \| \| \| \| \| \| \| \| \| \| \| \| \| \| \| \| \| \| \| \| \| \| \| \| \| \| \| \| \| \| \| \| \| \| \| 23. Jacquetta de Luxemburgo \| \| \| \| \| \| \| \| \| \| \| \| \| \| \| \| \| \| \| \| \| \| \| \| \| \| \| \| \| \| \| \| \| \| \| \| \| \| \| \| \| \| \| \| \| \| \| \| \| \| \| \| \| \| 1. María I de Inglaterra \| \| \| \| \| \| \| \| \| \| \| \| \| \| \| \| \| \| \| \| \| \| \| \| \| \| \| \| \| \| \| \| \| \| \| \| \| \| \| \| \| \| \| \| \| \| \| \| \| \| \| \| \| \| 24. Fernando I de Aragón \| \| \| \| \| \| \| \| \| \| \| \| \| \| \| \| \| \| \| \| \| \| \| \| \| \| \| \| \| \| \| \| \| \| \| \| \| \| \| \| \| \| \| \| \| \| \| \| \| \| \| \| \| \| 12. Juan II de Aragón \| \| \| \| \| \| \| \| \| \| \| \| \| \| \| \| \| \| \| \| \| \| \| \| \| \| \| \| \| \| \| \| \| \| \| \| \| \| \| \| \| \| \| \| \| \| \| \| \| \| \| \| \| \| 25. Leonor de Alburquerque \| \| \| \| \| \| \| \| \| \| \| \| \| \| \| \| \| \| \| \| \| \| \| \| \| \| \| \| \| \| \| \| \| \| \| \| \| \| \| \| \| \| \| \| \| \| \| \| \| \| \| \| \| \| 6. Fernando II de Aragón \| \| \| \| \| \| \| \| \| \| \| \| \| \| \| \| \| \| \| \| \| \| \| \| \| \| \| \| \| \| \| \| \| \| \| \| \| \| \| \| \| \| \| \| \| \| \| \| \| \| \| \| \| \| 26. Fadrique Enríquez de Mendoza \| \| \| \| \| \| \| \| \| \| \| \| \| \| \| \| \| \| \| \| \| \| \| \| \| \| \| \| \| \| \| \| \| \| \| \| \| \| \| \| \| \| \| \| \| \| \| \| \| \| \| \| \| \| 13. Juana Enríquez \| \| \| \| \| \| \| \| \| \| \| \| \| \| \| \| \| \| \| \| \| \| \| \| \| \| \| \| \| \| \| \| \| \| \| \| \| \| \| \| \| \| \| \| \| \| \| \| \| \| \| \| \| \| 27. Marina Fernández de Córdoba \| \| \| \| \| \| \| \| \| \| \| \| \| \| \| \| \| \| \| \| \| \| \| \| \| \| \| \| \| \| \| \| \| \| \| \| \| \| \| \| \| \| \| \| \| \| \| \| \| \| \| \| \| \| 3. Catalina de Aragón \| \| \| \| \| \| \| \| \| \| \| \| \| \| \| \| \| \| \| \| \| \| \| \| \| \| \| \| \| \| \| \| \| \| \| \| \| \| \| \| \| \| \| \| \| \| \| \| \| \| \| \| \| \| 28. Enrique III de Castilla \| \| \| \| \| \| \| \| \| \| \| \| \| \| \| \| \| \| \| \| \| \| \| \| \| \| \| \| \| \| \| \| \| \| \| \| \| \| \| \| \| \| \| \| \| \| \| \| \| \| \| \| \| \| 14. Juan II de Castilla \| \| \| \| \| \| \| \| \| \| \| \| \| \| \| \| \| \| \| \| \| \| \| \| \| \| \| \| \| \| \| \| \| \| \| \| \| \| \| \| \| \| \| \| \| \| \| \| \| \| \| \| \| \| 29. Catalina de Lancaster \| \| \| \| \| \| \| \| \| \| \| \| \| \| \| \| \| \| \| \| \| \| \| \| \| \| \| \| \| \| \| \| \| \| \| \| \| \| \| \| \| \| \| \| \| \| \| \| \| \| \| \| \| \| 7. Isabel I de Castilla \| \| \| \| \| \| \| \| \| \| \| \| \| \| \| \| \| \| \| \| \| \| \| \| \| \| \| \| \| \| \| \| \| \| \| \| \| \| \| \| \| \| \| \| \| \| \| \| \| \| \| \| \| \| 30. Juan de Portugal \| \| \| \| \| \| \| \| \| \| \| \| \| \| \| \| \| \| \| \| \| \| \| \| \| \| \| \| \| \| \| \| \| \| \| \| \| \| \| \| \| \| \| \| \| \| \| \| \| \| \| \| \| \| 15. Isabel de Portugal \| \| \| \| \| \| \| \| \| \| \| \| \| \| \| \| \| \| \| \| \| \| \| \| \| \| \| \| \| \| \| \| \| \| \| \| \| \| \| \| \| \| \| \| \| \| \| \| \| \| \| \| \| \| 31. Isabel de Barcelos \| \| \| \| \| \| \| \| \| \| \| \| \| \| \| \| \| \| \| \| \| \| \| \| \| \| \| \| \| \| \| \| \| \| \| \| \| \| \| \| \| \| \| \| \| \| \| \| \| \| \| \| |                                   |  |  |  |  |  |  |  |  |  |  |  |  |  |  |  |
| |                                   |  |  |  |  |  |  |  |  |  |  |  |  |  |  |  |
| | 16. Owen Tudor                    |  |  |  |  |  |  |  |  |  |  |  |  |  |  |  |
| |                                   |  |  |  |  |  |  |  |  |  |  |  |  |  |  |  |
| |                                   |  |  |  |  |  |  |  |  |  |  |  |  |  |  |  |
| | 8. Edmundo Tudor                  |  |  |  |  |  |  |  |  |  |  |  |  |  |  |  |
| |                                   |  |  |  |  |  |  |  |  |  |  |  |  |  |  |  |
| |                                   |  |  |  |  |  |  |  |  |  |  |  |  |  |  |  |
| | 17. Catalina de Francia           |  |  |  |  |  |  |  |  |  |  |  |  |  |  |  |
| |                                   |  |  |  |  |  |  |  |  |  |  |  |  |  |  |  |
| |                                   |  |  |  |  |  |  |  |  |  |  |  |  |  |  |  |
| | 4. Enrique VII de Inglaterra      |  |  |  |  |  |  |  |  |  |  |  |  |  |  |  |
| |                                   |  |  |  |  |  |  |  |  |  |  |  |  |  |  |  |
| |                                   |  |  |  |  |  |  |  |  |  |  |  |  |  |  |  |
| | 18. John Beaufort                 |  |  |  |  |  |  |  |  |  |  |  |  |  |  |  |
| |                                   |  |  |  |  |  |  |  |  |  |  |  |  |  |  |  |
| |                                   |  |  |  |  |  |  |  |  |  |  |  |  |  |  |  |
| | 9. Margarita Beaufort             |  |  |  |  |  |  |  |  |  |  |  |  |  |  |  |
| |                                   |  |  |  |  |  |  |  |  |  |  |  |  |  |  |  |
| |                                   |  |  |  |  |  |  |  |  |  |  |  |  |  |  |  |
| | 19. Margarita Beauchamp de Bletso |  |  |  |  |  |  |  |  |  |  |  |  |  |  |  |
| |                                   |  |  |  |  |  |  |  |  |  |  |  |  |  |  |  |
| |                                   |  |  |  |  |  |  |  |  |  |  |  |  |  |  |  |
| | 2. Enrique VIII de Inglaterra     |  |  |  |  |  |  |  |  |  |  |  |  |  |  |  |
| |                                   |  |  |  |  |  |  |  |  |  |  |  |  |  |  |  |
| |                                   |  |  |  |  |  |  |  |  |  |  |  |  |  |  |  |
| | 20. Ricardo de York               |  |  |  |  |  |  |  |  |  |  |  |  |  |  |  |
| |                                   |  |  |  |  |  |  |  |  |  |  |  |  |  |  |  |
| |                                   |  |  |  |  |  |  |  |  |  |  |  |  |  |  |  |
| | 10. Eduardo IV de Inglaterra      |  |  |  |  |  |  |  |  |  |  |  |  |  |  |  |
| |                                   |  |  |  |  |  |  |  |  |  |  |  |  |  |  |  |
| |                                   |  |  |  |  |  |  |  |  |  |  |  |  |  |  |  |
| | 21. Cecilia Neville               |  |  |  |  |  |  |  |  |  |  |  |  |  |  |  |
| |                                   |  |  |  |  |  |  |  |  |  |  |  |  |  |  |  |
| |                                   |  |  |  |  |  |  |  |  |  |  |  |  |  |  |  |
| | 5. Isabel de York                 |  |  |  |  |  |  |  |  |  |  |  |  |  |  |  |
| |                                   |  |  |  |  |  |  |  |  |  |  |  |  |  |  |  |
| |                                   |  |  |  |  |  |  |  |  |  |  |  |  |  |  |  |
| | 22. Ricardo Woodville             |  |  |  |  |  |  |  |  |  |  |  |  |  |  |  |
| |                                   |  |  |  |  |  |  |  |  |  |  |  |  |  |  |  |
| |                                   |  |  |  |  |  |  |  |  |  |  |  |  |  |  |  |
| | 11. Isabel Woodville              |  |  |  |  |  |  |  |  |  |  |  |  |  |  |  |
| |                                   |  |  |  |  |  |  |  |  |  |  |  |  |  |  |  |
| |                                   |  |  |  |  |  |  |  |  |  |  |  |  |  |  |  |
| | 23. Jacquetta de Luxemburgo       |  |  |  |  |  |  |  |  |  |  |  |  |  |  |  |
| |                                   |  |  |  |  |  |  |  |  |  |  |  |  |  |  |  |
| |                                   |  |  |  |  |  |  |  |  |  |  |  |  |  |  |  |
| | 1. María I de Inglaterra          |  |  |  |  |  |  |  |  |  |  |  |  |  |  |  |
| |                                   |  |  |  |  |  |  |  |  |  |  |  |  |  |  |  |
| |                                   |  |  |  |  |  |  |  |  |  |  |  |  |  |  |  |
| | 24. Fernando I de Aragón          |  |  |  |  |  |  |  |  |  |  |  |  |  |  |  |
| |                                   |  |  |  |  |  |  |  |  |  |  |  |  |  |  |  |
| |                                   |  |  |  |  |  |  |  |  |  |  |  |  |  |  |  |
| | 12. Juan II de Aragón             |  |  |  |  |  |  |  |  |  |  |  |  |  |  |  |
| |                                   |  |  |  |  |  |  |  |  |  |  |  |  |  |  |  |
| |                                   |  |  |  |  |  |  |  |  |  |  |  |  |  |  |  |
| | 25. Leonor de Alburquerque        |  |  |  |  |  |  |  |  |  |  |  |  |  |  |  |
| |                                   |  |  |  |  |  |  |  |  |  |  |  |  |  |  |  |
| |                                   |  |  |  |  |  |  |  |  |  |  |  |  |  |  |  |
| | 6. Fernando II de Aragón          |  |  |  |  |  |  |  |  |  |  |  |  |  |  |  |
| |                                   |  |  |  |  |  |  |  |  |  |  |  |  |  |  |  |
| |                                   |  |  |  |  |  |  |  |  |  |  |  |  |  |  |  |
| | 26. Fadrique Enríquez de Mendoza  |  |  |  |  |  |  |  |  |  |  |  |  |  |  |  |
| |                                   |  |  |  |  |  |  |  |  |  |  |  |  |  |  |  |
| |                                   |  |  |  |  |  |  |  |  |  |  |  |  |  |  |  |
| | 13. Juana Enríquez                |  |  |  |  |  |  |  |  |  |  |  |  |  |  |  |
| |                                   |  |  |  |  |  |  |  |  |  |  |  |  |  |  |  |
| |                                   |  |  |  |  |  |  |  |  |  |  |  |  |  |  |  |
| | 27. Marina Fernández de Córdoba   |  |  |  |  |  |  |  |  |  |  |  |  |  |  |  |
| |                                   |  |  |  |  |  |  |  |  |  |  |  |  |  |  |  |
| |                                   |  |  |  |  |  |  |  |  |  |  |  |  |  |  |  |
| | 3. Catalina de Aragón             |  |  |  |  |  |  |  |  |  |  |  |  |  |  |  |
| |                                   |  |  |  |  |  |  |  |  |  |  |  |  |  |  |  |
| |                                   |  |  |  |  |  |  |  |  |  |  |  |  |  |  |  |
| | 28. Enrique III de Castilla       |  |  |  |  |  |  |  |  |  |  |  |  |  |  |  |
| |                                   |  |  |  |  |  |  |  |  |  |  |  |  |  |  |  |
| |                                   |  |  |  |  |  |  |  |  |  |  |  |  |  |  |  |
| | 14. Juan II de Castilla           |  |  |  |  |  |  |  |  |  |  |  |  |  |  |  |
| |                                   |  |  |  |  |  |  |  |  |  |  |  |  |  |  |  |
| |                                   |  |  |  |  |  |  |  |  |  |  |  |  |  |  |  |
| | 29. Catalina de Lancaster         |  |  |  |  |  |  |  |  |  |  |  |  |  |  |  |
| |                                   |  |  |  |  |  |  |  |  |  |  |  |  |  |  |  |
| |                                   |  |  |  |  |  |  |  |  |  |  |  |  |  |  |  |
| | 7. Isabel I de Castilla           |  |  |  |  |  |  |  |  |  |  |  |  |  |  |  |
| |                                   |  |  |  |  |  |  |  |  |  |  |  |  |  |  |  |
| |                                   |  |  |  |  |  |  |  |  |  |  |  |  |  |  |  |
| | 30. Juan de Portugal              |  |  |  |  |  |  |  |  |  |  |  |  |  |  |  |
| |                                   |  |  |  |  |  |  |  |  |  |  |  |  |  |  |  |
| |                                   |  |  |  |  |  |  |  |  |  |  |  |  |  |  |  |
| | 15. Isabel de Portugal            |  |  |  |  |  |  |  |  |  |  |  |  |  |  |  |
| |                                   |  |  |  |  |  |  |  |  |  |  |  |  |  |  |  |
| |                                   |  |  |  |  |  |  |  |  |  |  |  |  |  |  |  |
| | 31. Isabel de Barcelos            |  |  |  |  |  |  |  |  |  |  |  |  |  |  |  |
| |                                   |  |  |  |  |  |  |  |  |  |  |  |  |  |  |  |
| |                                   |  |  |  |  |  |  |  |  |  |  |  |  |  |  |  |